# Lijst van personen overleden in 1977
Dit is een lijst van personen die zijn overleden in 1977.

## Januari

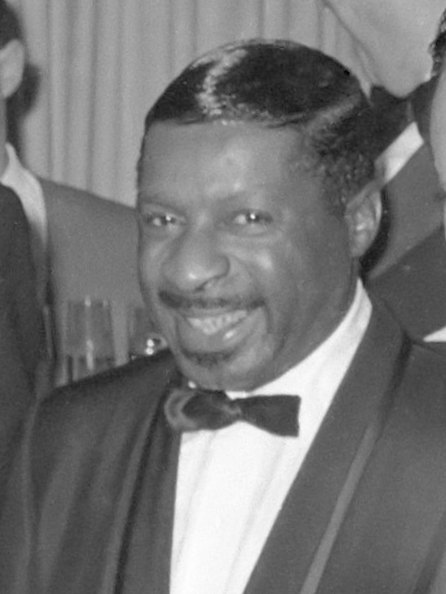
Erroll Garner
2 januari

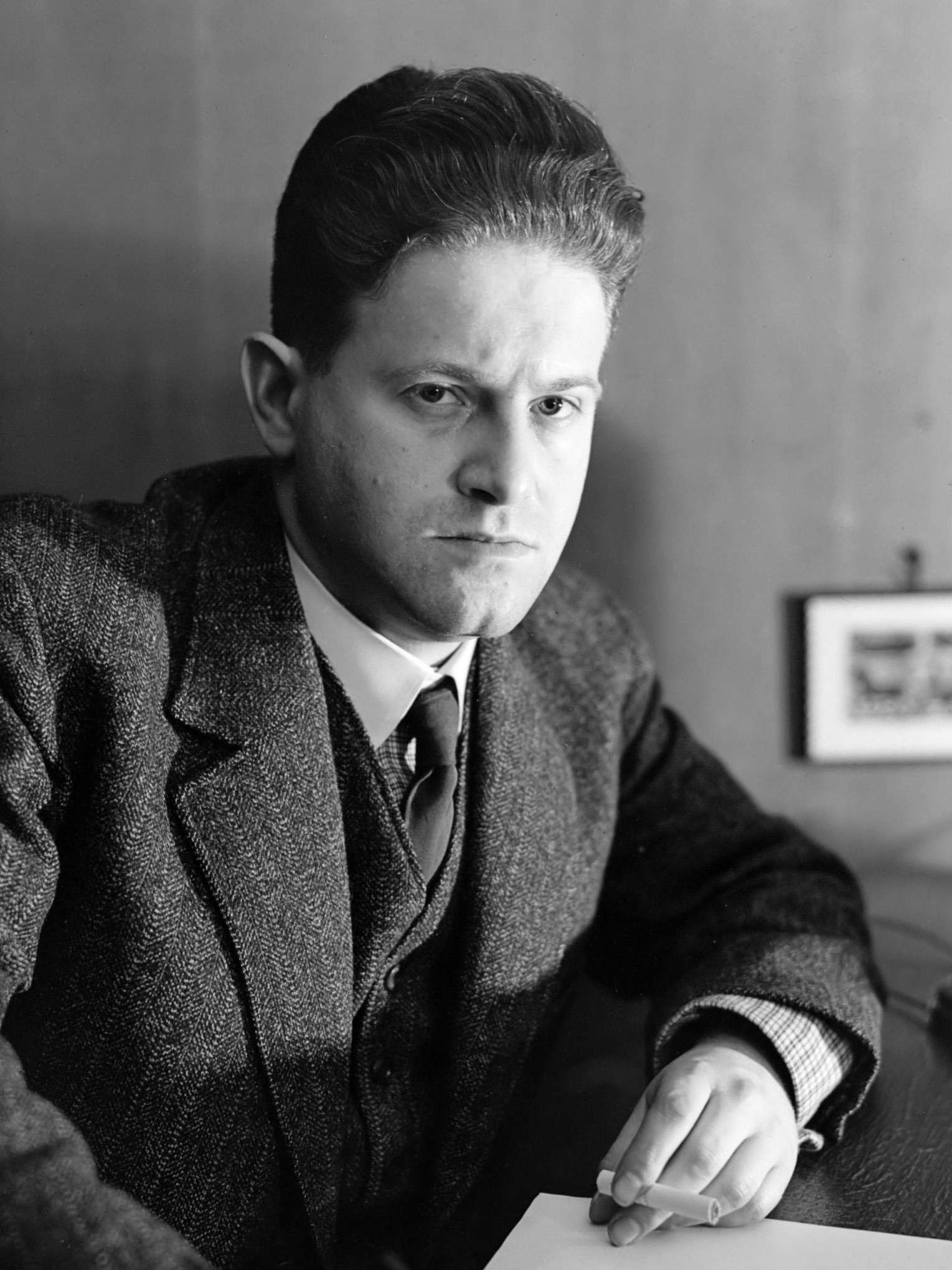
Benno Stokvis
3 januari

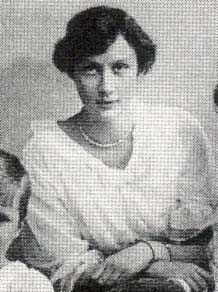
Margaretha van Zweden
4 januari

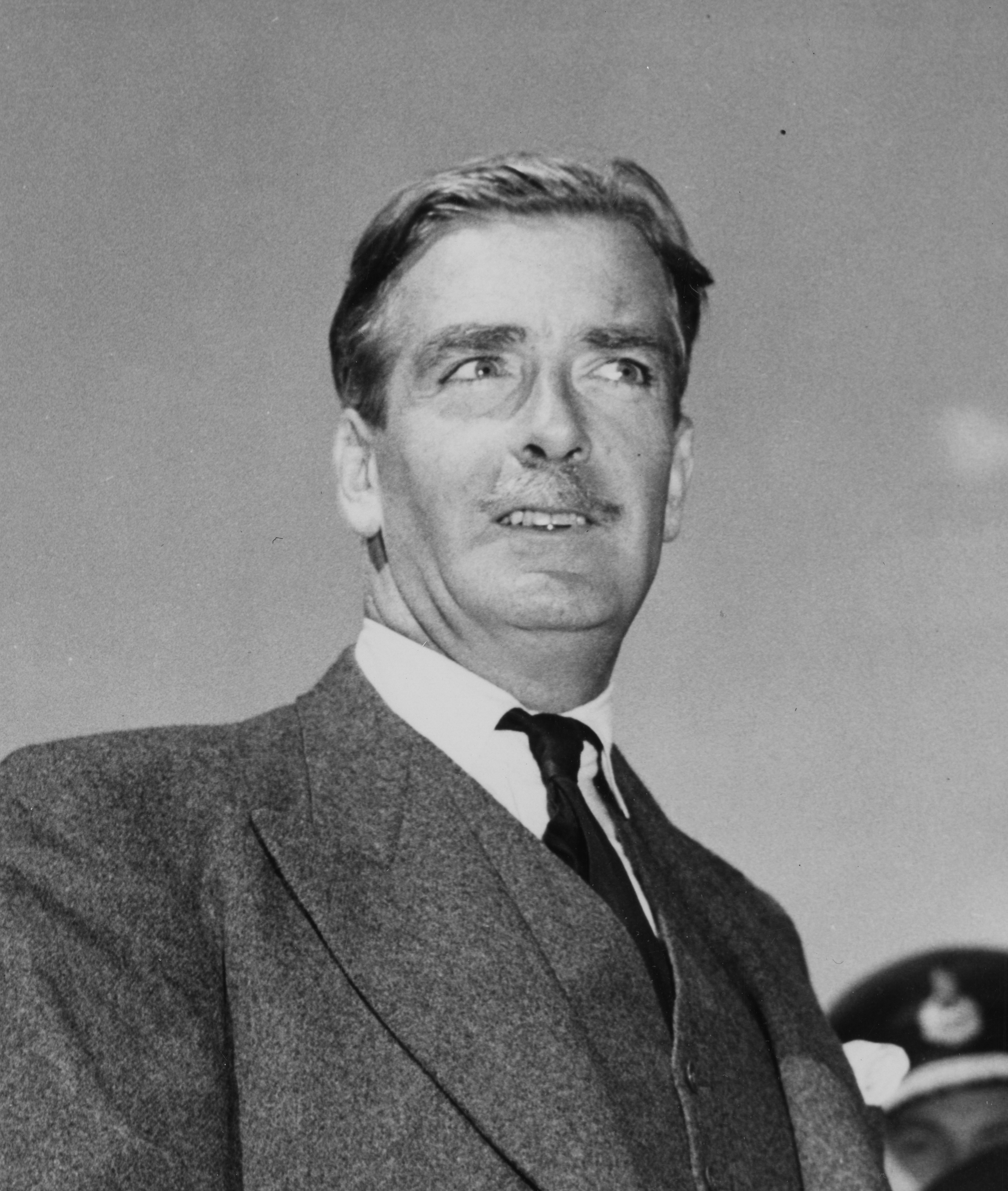
Anthony Eden
14 januari

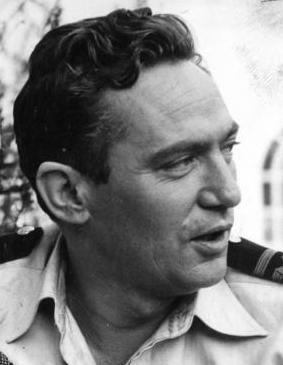
Peter Finch
14 januari

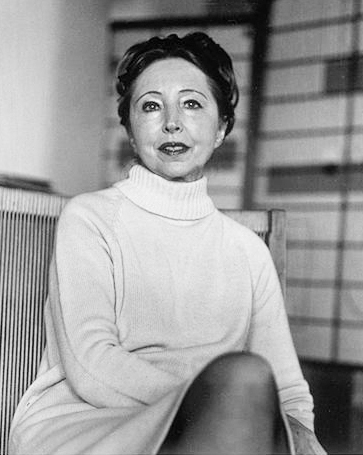
Anaïs Nin
14 januari

| 1 | 2 | 3 | 4 | 5 | 6 | 7 | 8 | 9 | 10 | 11 | 12 | 13 | 14 | 15 | 16 | 17 | 18 | 19 | 20 | 21 | 22 | 23 | 24 | 25 | 26 | 27 | 28 | 29 | 30 | 31 |
| - | - | - | - | - | - | - | - | - | -- | -- | -- | -- | -- | -- | -- | -- | -- | -- | -- | -- | -- | -- | -- | -- | -- | -- | -- | -- | -- | -- |

### 2 januari
- René Belin (78), Frans politicus en vakbondsman
- Erroll Garner (55), Amerikaans jazzpianist en componist

### 3 januari
- Benno Stokvis (75), Nederlands jurist, publicist en politicus

### 4 januari
- Yves Bouthillier (75), Frans politicus
- Margaretha van Zweden (77), Zweedse prinses

### 6 januari
- William Gropper (79), Amerikaans cartoonist en kunstenaar
- Jobs Wertheim (79), Nederlands beeldhouwer

### 7 januari
- Janus Braspennincx (73), Nederlands wielrenner

### 10 januari
- Jean Taris (67), Frans zwemmer

### 12 januari
- Henri-Georges Clouzot (69), Frans filmregisseur, scenarioschrijver, en filmproducent

### 14 januari
- Anthony Eden (79), Brits politicus
- Peter Finch (64), Australisch acteur
- Marcel Gustin (81), Belgisch atleet
- Anaïs Nin (73), Frans schrijfster

### 15 januari
- Hans Alsér (34), Zweeds tafeltennisser

### 16 januari
- Karst Hinderikus Lambers (61), Nederlands burgemeester

### 17 januari
- Stanko Cajnkar (76), Joegoslavisch-Sloveens schrijver en theoloog
- Gary Gilmore (36), Amerikaans crimineel

### 18 januari
- Luciano Re Cecconi (28), Italiaans voetballer
- Carl Zuckmayer (80), Duits schrijver

### 19 januari
- Émile Gilioli (65), Frans beeldhouwer en graficus

### 20 januari
- Dimitrios Kiousopoulos (84), Grieks politicus

### 22 januari
- Johannes Terwogt (98), Nederlands zeiler

### 23 januari
- Éliane Le Breton (79), Frans arts en hoogleraar

### 28 januari
- Daan Boens (83), Belgisch schrijver
- Burt Mustin (92), Amerikaans acteur

### 29 januari
- Anton Beuving (74), Nederlands schrijver
- Freddie Prinze (22), Amerikaans stand-up komiek en acteur

### 30 januari
- Jozef Bollen (87), Belgisch burgemeester

### 31 januari
- Franz von Khevenhüller-Metsch (87), lid Duitse adel
- Henri-Victor Wolvens (80), Belgisch kunstschilder
- Adriano Zanaga (81), Italiaans wielrenner

## Februari

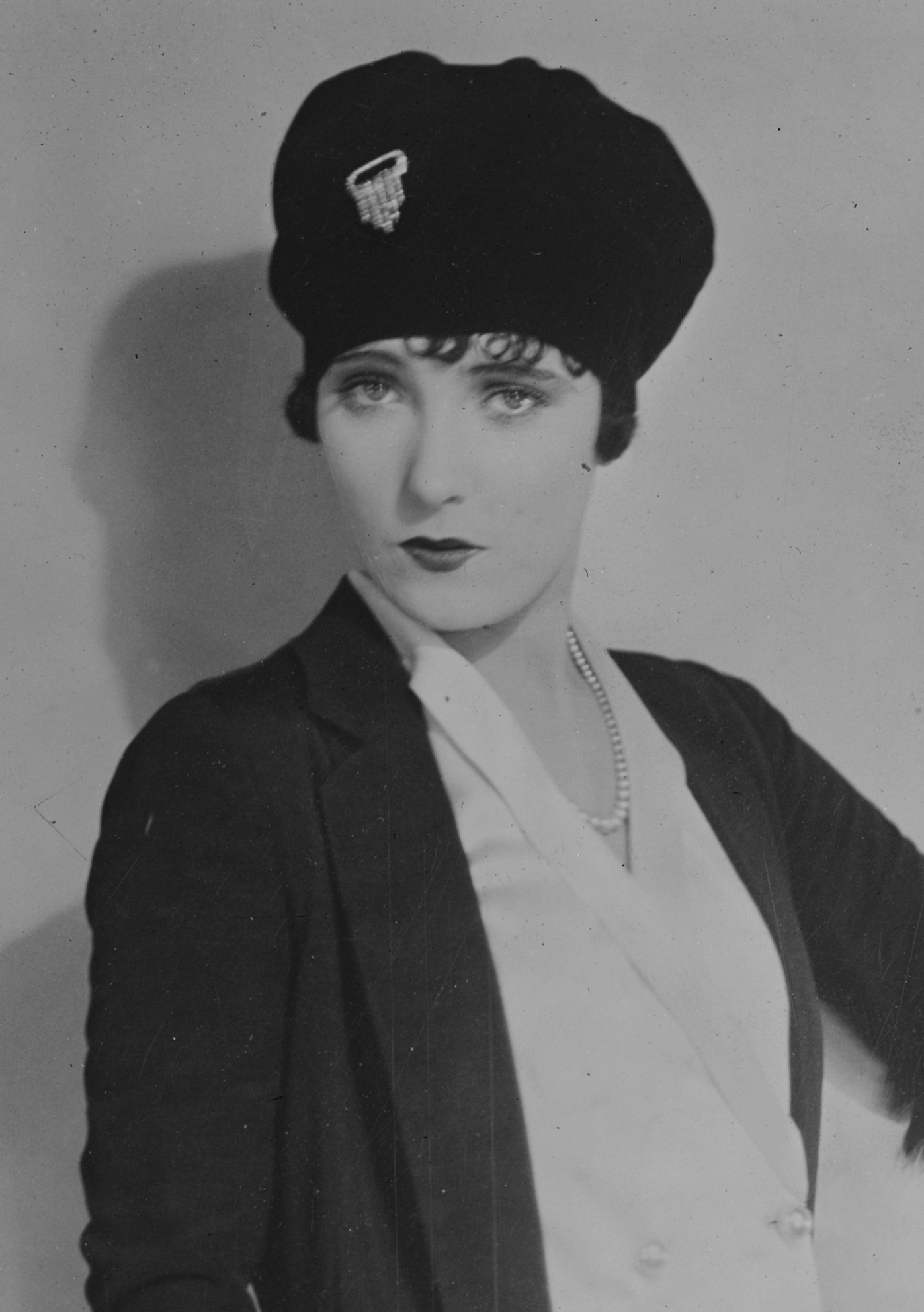
Pauline Starke
3 februari

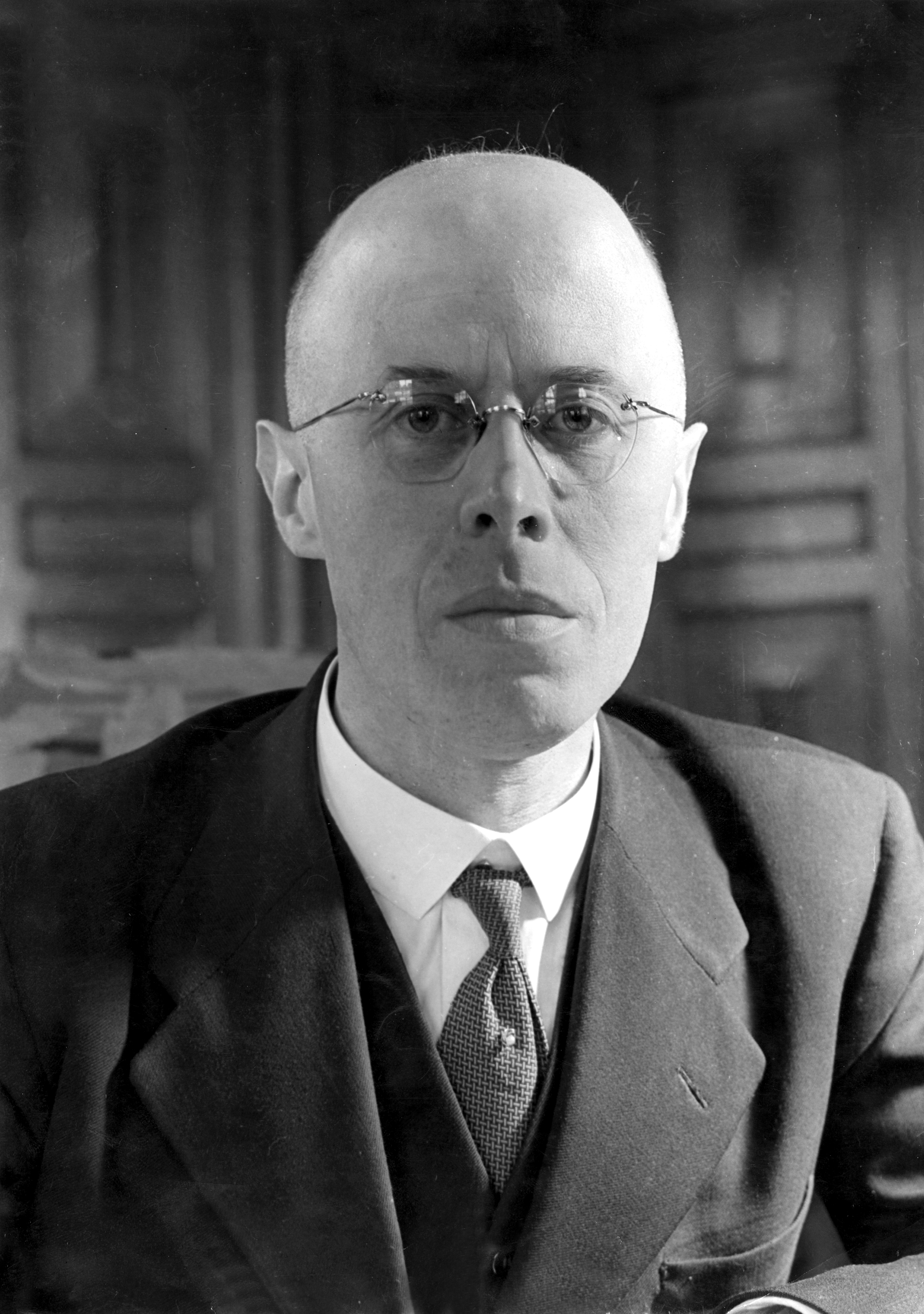
Louis Beel
11 februari

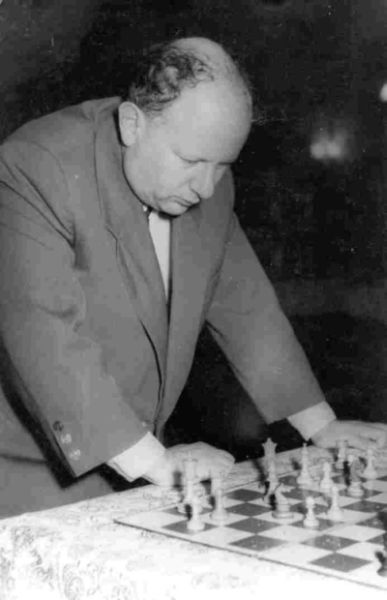
Isaak Boleslavski
15 februari

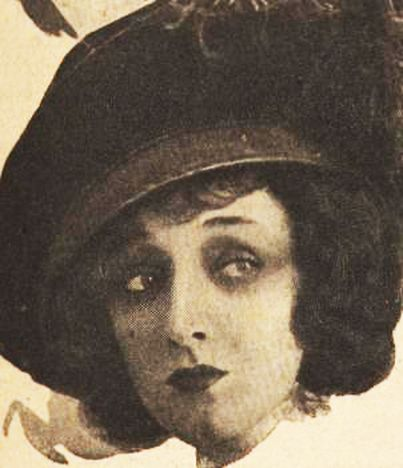
Berthe Bovy
26 februari

| 1 | 2 | 3 | 4 | 5 | 6 | 7 | 8 | 9 | 10 | 11 | 12 | 13 | 14 | 15 | 16 | 17 | 18 | 19 | 20 | 21 | 22 | 23 | 24 | 25 | 26 | 27 | 28 |
| - | - | - | - | - | - | - | - | - | -- | -- | -- | -- | -- | -- | -- | -- | -- | -- | -- | -- | -- | -- | -- | -- | -- | -- | -- |

### 2 februari
- Edmond Hamilton (72), Amerikaans schrijver

### 3 februari
- Tafari Benti (55), Ethiopisch staatshoofd
- Pauline Starke (76), Amerikaans actrice

### 5 februari
- Andries Hoogerwerf (70), Nederlands atleet
- Oskar Klein (82), Zweeds natuurkundige
- Jacques Kervyn de Marcke ten Driessche (67), Belgisch burgemeester
- Johannes Jacobus Smits van Oyen (52), Nederlands burgemeester

### 7 februari
- Emmanuel Durlet (83), Belgisch componist

### 8 februari
- Anna Charlotte Ruys (78), Nederlands bacterioloog, hoogleraar

### 9 februari
- Sergej Iljoesjin (82), Russisch vliegtuigontwerper
- Gerrit Roorda (86), Nederlands politicus
- Alia al-Hoessein (28), Jordaans koningin

### 11 februari
- Fouad Ammoun (77), Libanees minister, diplomaat en rechter
- Louis Beel (74), Nederlands politicus
- Trygve Torjussen (71), Noors componist

### 12 februari
- Herman Dooyeweerd (82), Nederlands filosoof

### 14 februari
- Ok Formenoij (77), Nederlands voetballer

### 15 februari
- Isaak Boleslavski (57), Russisch schaker
- Herman Johannes Lam (85), Nederlands botanicus

### 17 februari
- Otto Linzel (93), Nederlands architect

### 18 februari
- Andy Devine (71), Amerikaans acteur
- Blinky Palermo (33), Duits kunstschilder

### 19 februari
- Gerhard Bremsteller (71), Duits organist

### 20 februari
- Jean Capelle (63), Belgisch voetballer

### 26 februari
- Berthe Bovy (90), Belgisch actrice
- Emile de la Fuente (78), Surinaams politicus en ondernemer
- Bukka White (67), Amerikaans bluesgitarist en zanger

### 27 februari
- Edward Dahlberg (76), Amerikaans schrijver
- Jan Franken Pzn. (80), Nederlands kunstenaar

### 28 februari
- Adolf Brakke (75), Surinaams politicus

## Maart

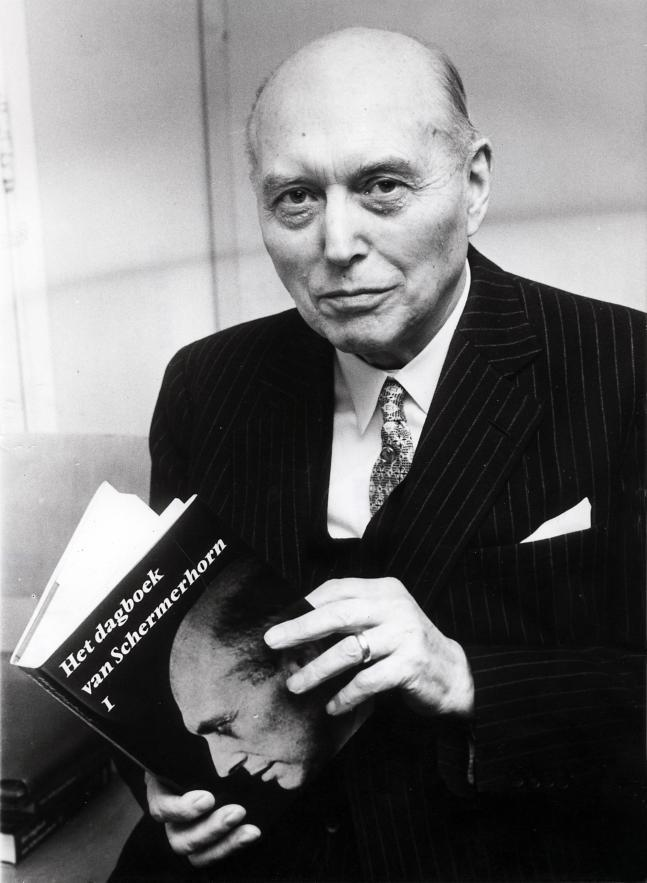
Wim Schermerhorn
10 maart

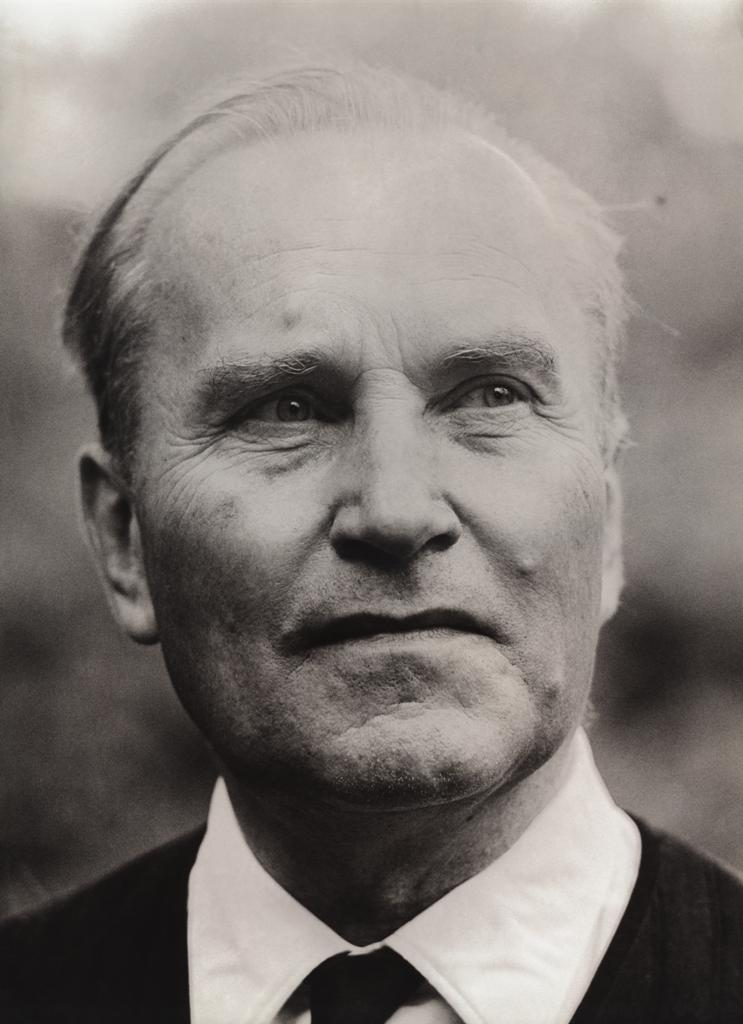
Jan Patočka
13 maart

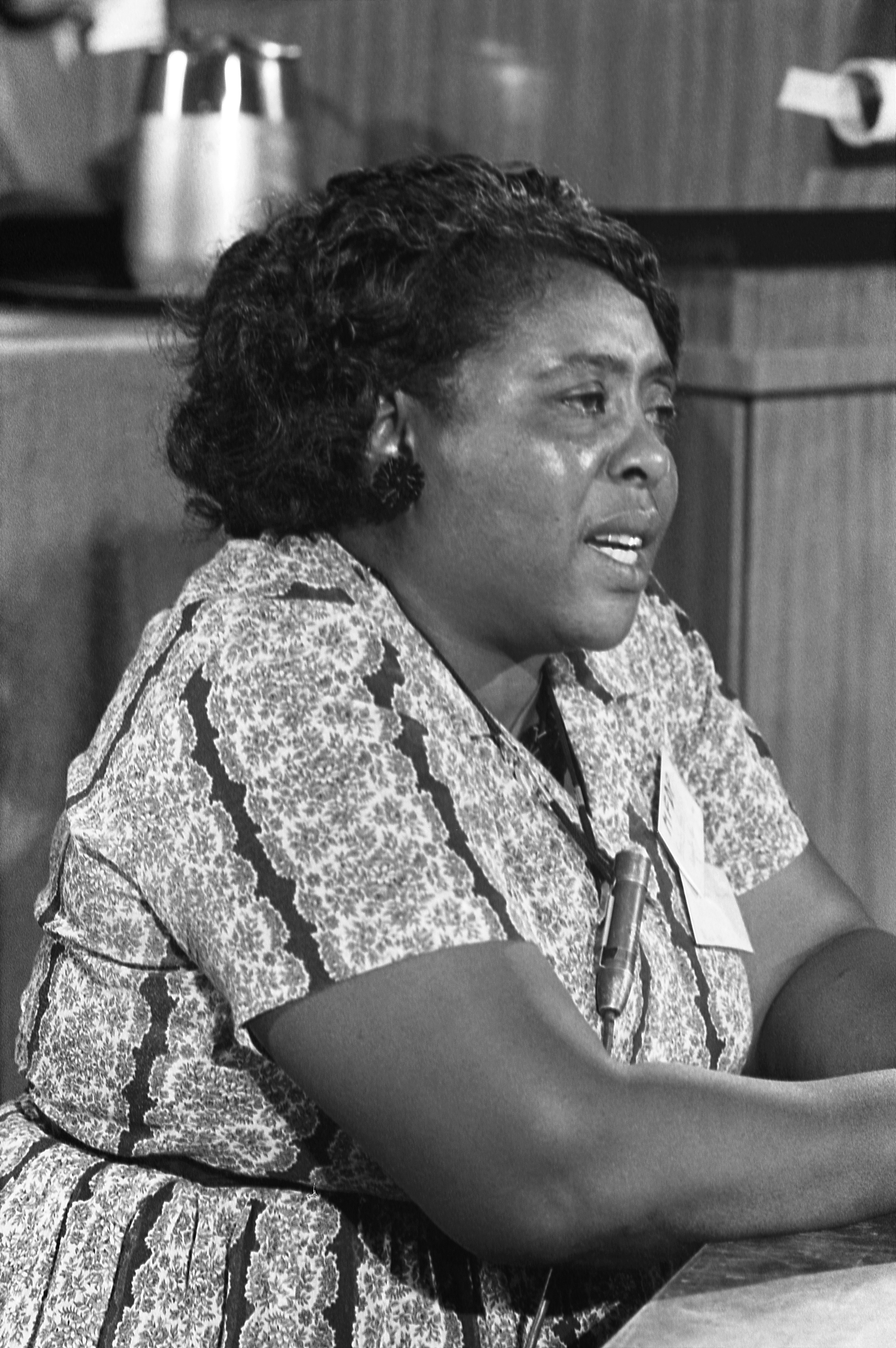
Fannie Lou Hamer
14 maart

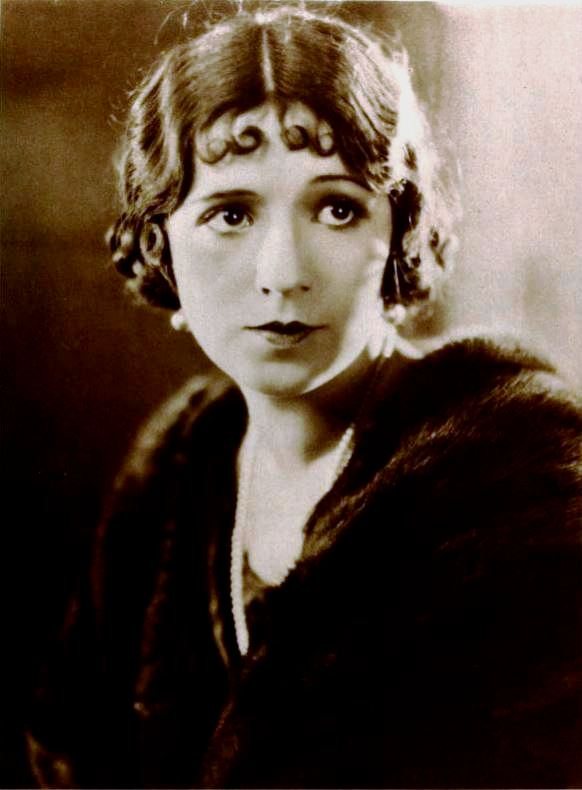
Helen Ferguson
14 maart

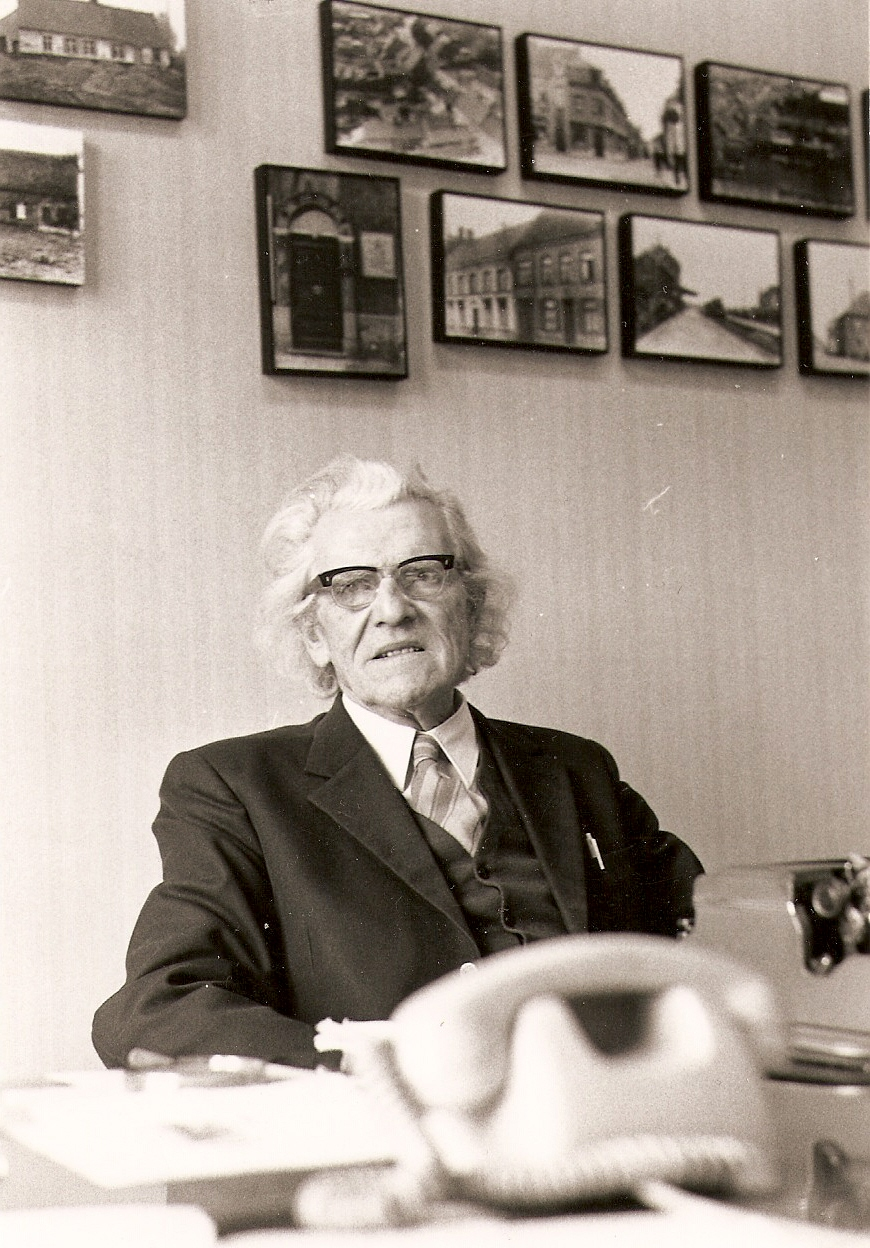
Leon Defraeye
22 maart

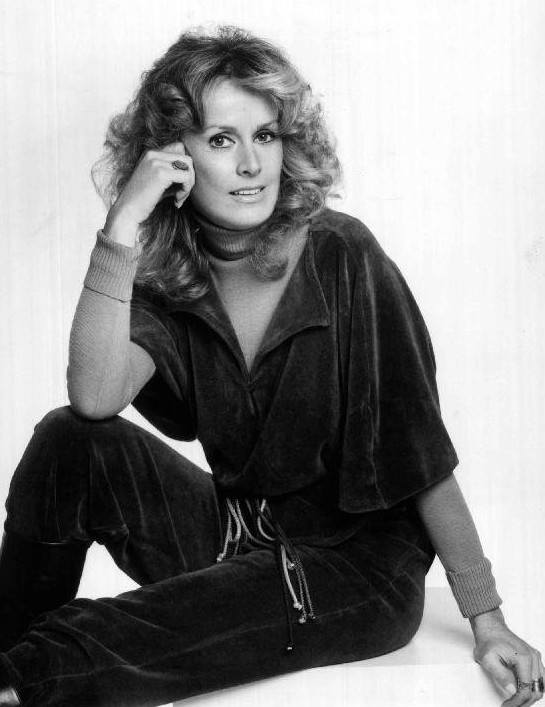
Diana Hyland
27 maart

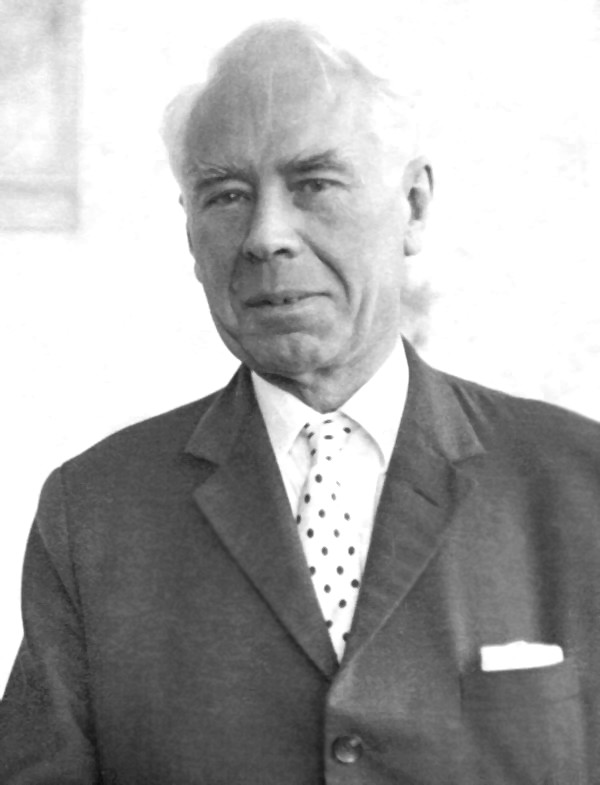
Eugen Wüster
29 maart

| 1 | 2 | 3 | 4 | 5 | 6 | 7 | 8 | 9 | 10 | 11 | 12 | 13 | 14 | 15 | 16 | 17 | 18 | 19 | 20 | 21 | 22 | 23 | 24 | 25 | 26 | 27 | 28 | 29 | 30 | 31 |
| - | - | - | - | - | - | - | - | - | -- | -- | -- | -- | -- | -- | -- | -- | -- | -- | -- | -- | -- | -- | -- | -- | -- | -- | -- | -- | -- | -- |

### 2 maart
- Michel Devèze (71), Belgisch politicus

### 3 maart
- Henri van Goudoever (78), Nederlands dirigent

### 4 maart
- Toma Caragiu (51), Roemeens acteur
- Lutz Schwerin von Krosigk (89), Duits politicus
- Hendrik Michiel Martens (77), Nederlands burgemeester

### 5 maart
- Tom Pryce (28), Brits autocoureur

### 6 maart
- Albert Billiet (69), Belgisch wielrenner

### 7 maart
- Christiaan Bonifacius van der Tak (76), Nederlands architect

### 8 maart
- Paul Supré (83), Belgisch politicus

### 10 maart
- P.J. Bouman (74), Nederlands socioloog, hoogleraar en geschiedschrijver
- José Perácio (59), Braziliaans voetballer
- Edward George Power Biggs (70), Brits organist
- Wim Schermerhorn (82), Nederlands politicus
- Jaap van Till (76), Nederlands bankier

### 11 maart
- Alberto Rodríguez Larreta (43), Argentijns autocoureur

### 13 maart
- Jan Patočka (69), Tsjecho-Slowaaks filosoof
- Hans Rookmaaker (55), Nederlands filosoof en kunsthistoricus
- Ferdinand Hendrik Warnaars (75), Nederlands militair

### 14 maart
- Fannie Lou Hamer (59), Amerikaans burgerrechtenactiviste
- Helen Ferguson (76), Amerikaans actrice

### 15 maart
- Jos Gevers (82), Belgisch acteur
- Antonino Rocca (49), Argentijns professioneel worstelaar

### 16 maart
- Kamal Jumblatt (59), Libanees politicus

### 17 maart
- Arie Jan Haagen-Smit (76), Nederlands-Amerikaans scheikundige

### 18 maart
- Arnold De Munnynck (94), Belgisch tenor
- Marien Ngouabi (38), president van Congo-Brazzaville
- Carlos Pace (32), Braziliaans autocoureur

### 19 maart
- France Adine (86), Belgisch schrijver

### 20 maart
- Roberto Emílio da Cunha (64), Braziliaans voetballer
- Han Krug (86), Nederlands kunstenaar

### 21 maart
- David Joannes Pieter Hoeufft (82), Nederlands jurist

### 22 maart
- Leon Defraeye (77), Belgisch heemkundige

### 24 maart
- Conrad Felixmüller (79), Duits kunstschilder
- Leon Gillis (64), Belgisch collaborateur

### 25 maart
- Alphonse Massamba-Débat (55), president van Congo-Brazzaville

### 26 maart
- Justinian Marina (75), Roemeens geestelijke

### 27 maart
- Omgekomen bij de vliegtuigramp van Tenerife:
  - Jacob Veldhuyzen van Zanten (50), Nederlands piloot
- Diana Hyland (41), Amerikaans actrice
- Lodewijk de Vocht (89), Belgisch componist en dirigent

### 28 maart
- Waldo de los Ríos (42), Argentijns pianist en componist
- Eric Shipton (69), Brits bergbeklimmer

### 29 maart
- Johannes Leimena (72), Indonesisch politicus
- Eugen Wüster (78), Oostenrijks taalkundige

### 30 maart
- Abdel Halim Hafez (47), Egyptisch zanger en acteur

## April

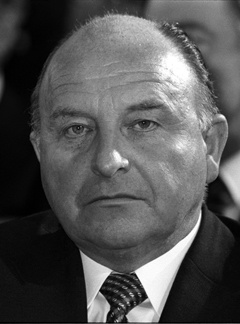
Siegfried Buback
7 april

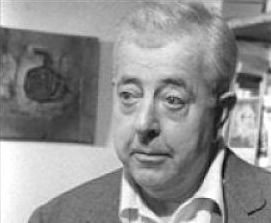
Jacques Prévert
11 april

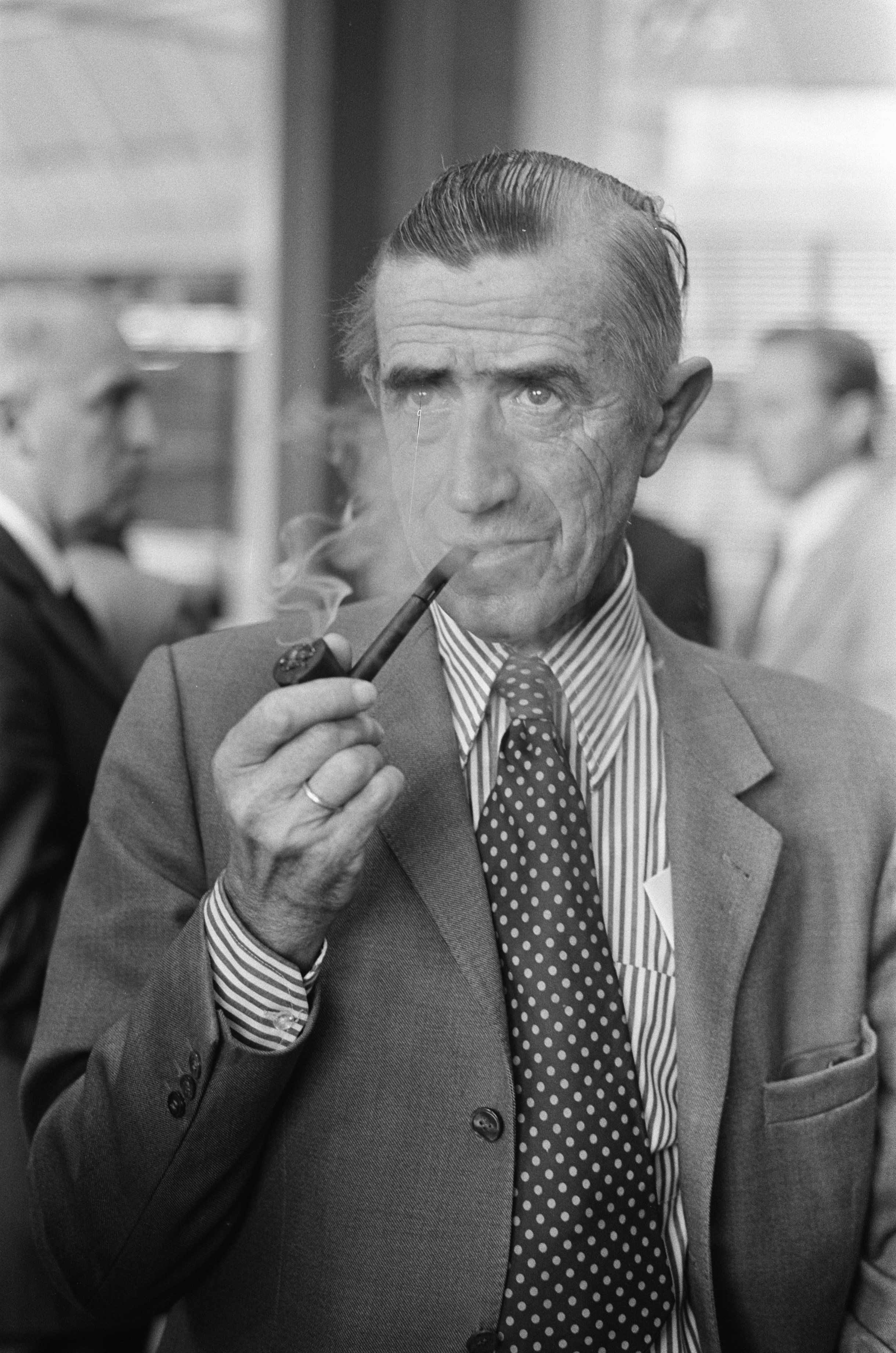
Tiemen Brouwer
18 april

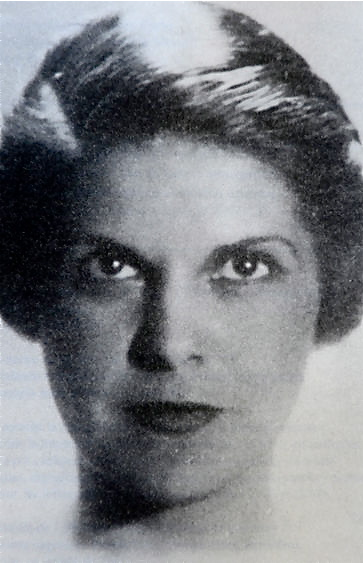
María Rosa Oliver
19 april

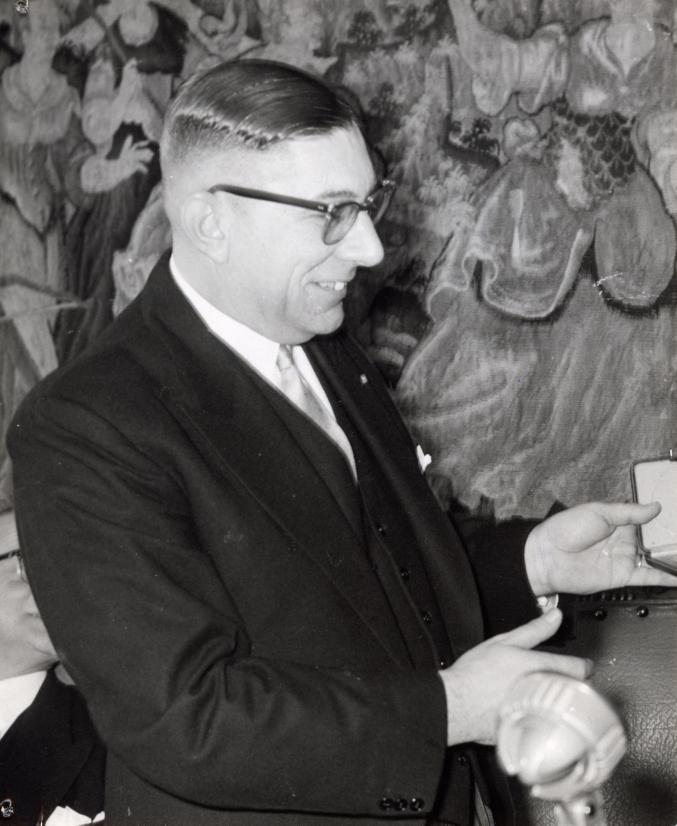
Frans Gijzels
23 april

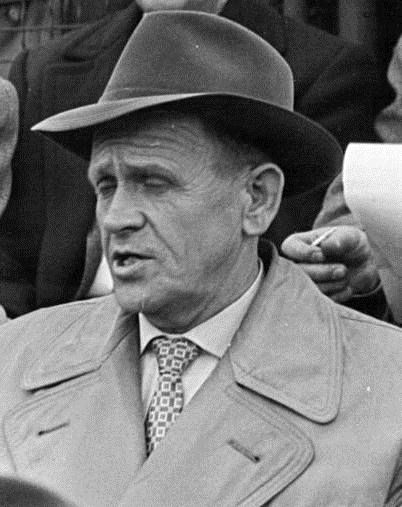
Sepp Herberger
28 april

| 1 | 2 | 3 | 4 | 5 | 6 | 7 | 8 | 9 | 10 | 11 | 12 | 13 | 14 | 15 | 16 | 17 | 18 | 19 | 20 | 21 | 22 | 23 | 24 | 25 | 26 | 27 | 28 | 29 | 30 |
| - | - | - | - | - | - | - | - | - | -- | -- | -- | -- | -- | -- | -- | -- | -- | -- | -- | -- | -- | -- | -- | -- | -- | -- | -- | -- | -- |

### 3 april
- Wilhelm Boger (70), Duits oorlogsmisdadiger

### 4 april
- Antoon Kruysen (78), Nederlands kunstschilder
- Stine Lerou (95), Nederlands actrice

### 5 april
- Bekir Refet (77), Turks voetballer
- Adelin Vermer (71), Belgisch politicus

### 7 april
- Siegfried Buback (57), Duits jurist
- Henri Liebaert (81), Belgisch politicus
- Jim Thompson (70), Amerikaans schrijver

### 8 april
- Hans Pulver (74), Zwitsers voetballer en voetbalcoach
- Philibert Smellinckx (66), Belgisch voetballer

### 11 april
- Nettie Grooss (71), Nederlands atlete
- Jacques Prévert (77), Frans dichter, toneel- en scenarioschrijver

### 12 april
- Mien Visser (69), Nederlands hoogleraar landbouwhuishoudkunde

### 13 april
- Eddy Stutterheim (68), Nederlands zeiler

### 14 april
- Jo Kluin (72), Nederlands voetballer
- Riekus Waskowsky (44), Nederlands dichter

### 15 april
- Frans Regoudt (70), Belgisch kunstschilder

### 17 april
- Richard Brauer (76), Duits-Amerikaans wiskundige
- Frans Hoebens (62), Nederlands burgemeester

### 18 april
- Tiemen Brouwer (60), Nederlands politicus

### 19 april
- María Rosa Oliver (78), Argentijns schrijver
- Giuseppe Pancera (76), Italiaans wielrenner

### 20 april
- Wilmer Allison (72), Amerikaans tennisser
- Bryan Foy (80), Amerikaans filmregisseur

### 21 april
- Gummo Marx (83), Amerikaans komiek
- Cornelis Pot (92), Nederlands ondernemer

### 22 april
- Maria-Theresia de Moor-Van Sina (84), Belgisch politicus
- Edward Van Dijck (59), Belgisch wielrenner

### 23 april
- Frans Gijzels (65), Nederlands politicus

### 24 april
- Victor Larock (72), Belgisch politicus

### 25 april
- Opika von Méray Horváth (87), Hongaars kunstschaatsster
- Erwin van Wijngaarden (63), Nederlands voetballer

### 26 april
- Pierre van Zuylen (95), Belgisch diplomaat

### 27 april
- Scott Bradley (86), Amerikaans componist

### 28 april
- Anthony Coburn (49), Australisch scenarioschrijver
- Sepp Herberger (80), Duits voetballer en voetbaltrainer

## Mei

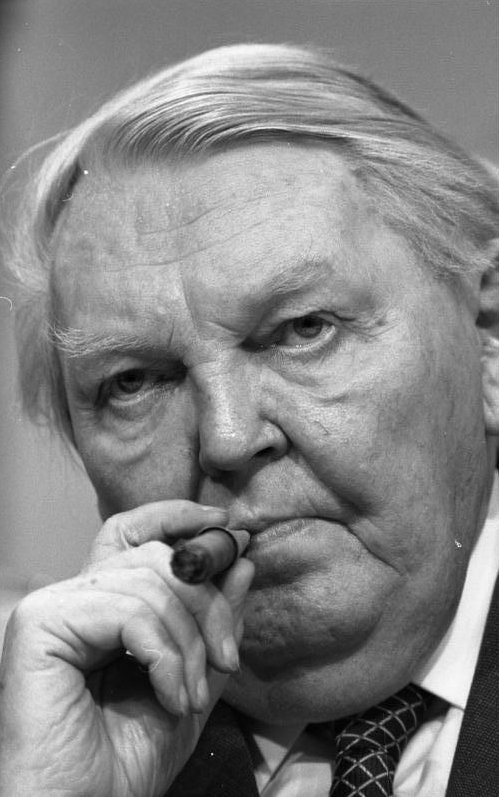
Ludwig Erhard
5 mei

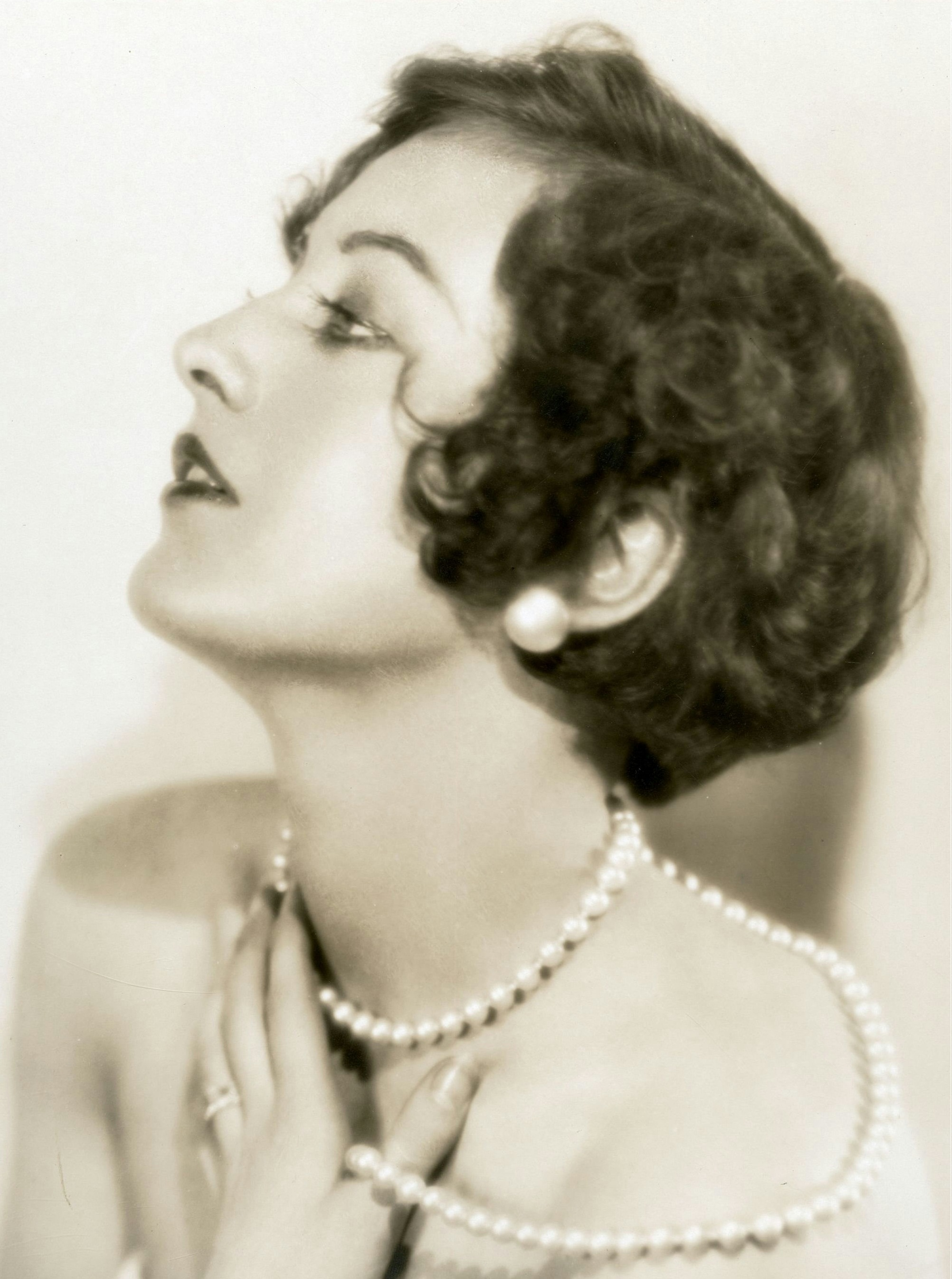
Joan Crawford
10 mei

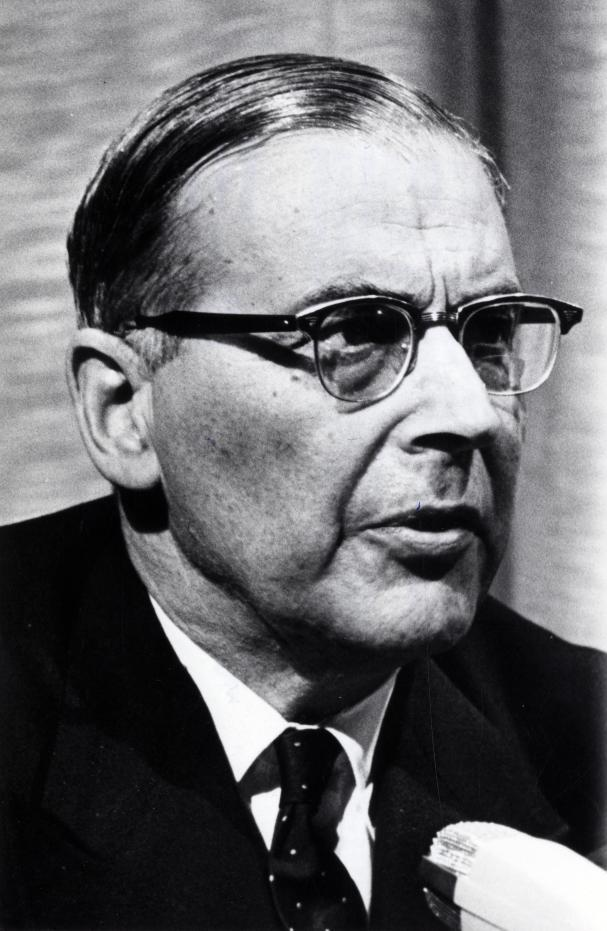
Gijs van Hall
22 mei

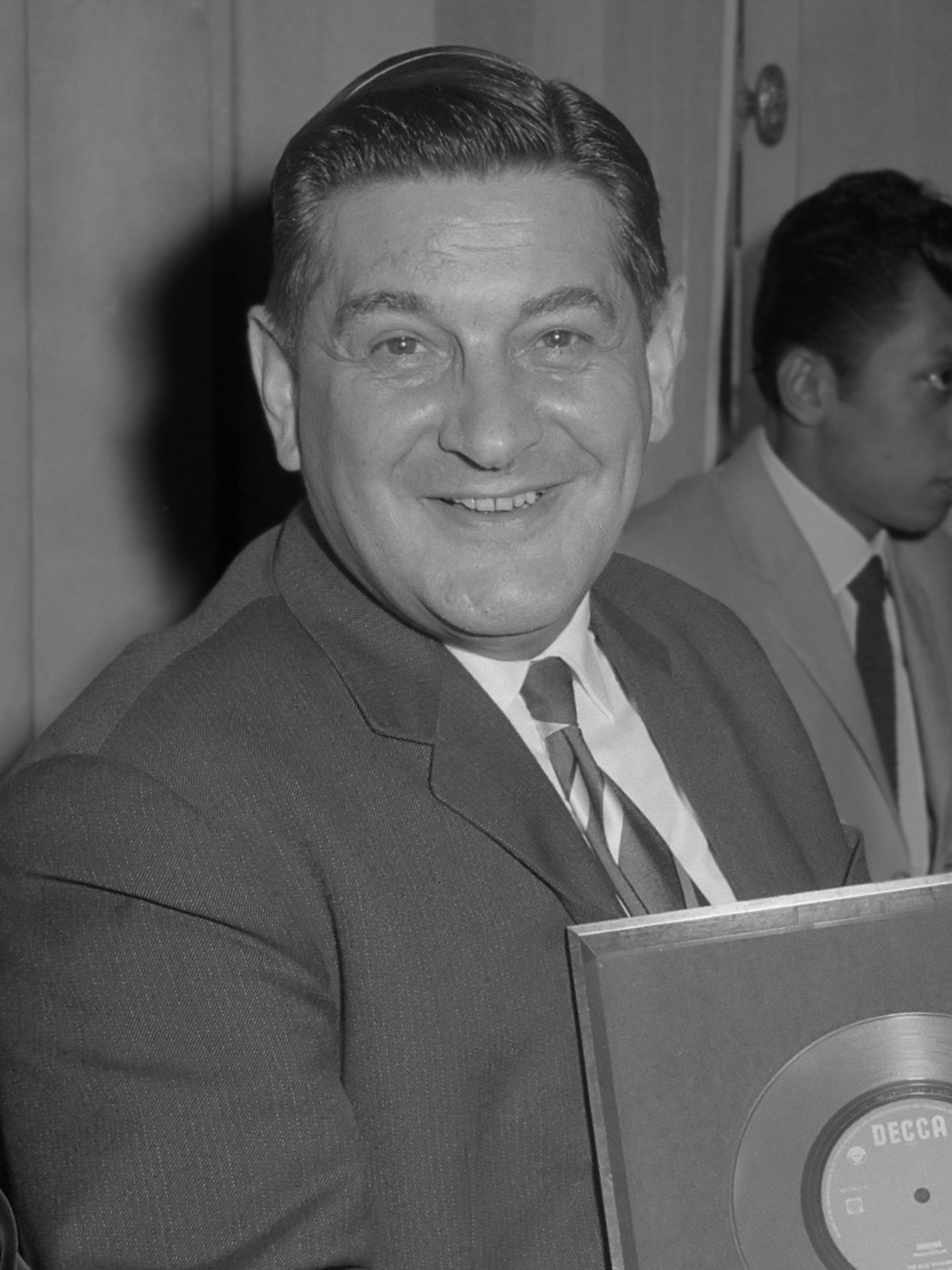
Jack Bulterman
27 mei

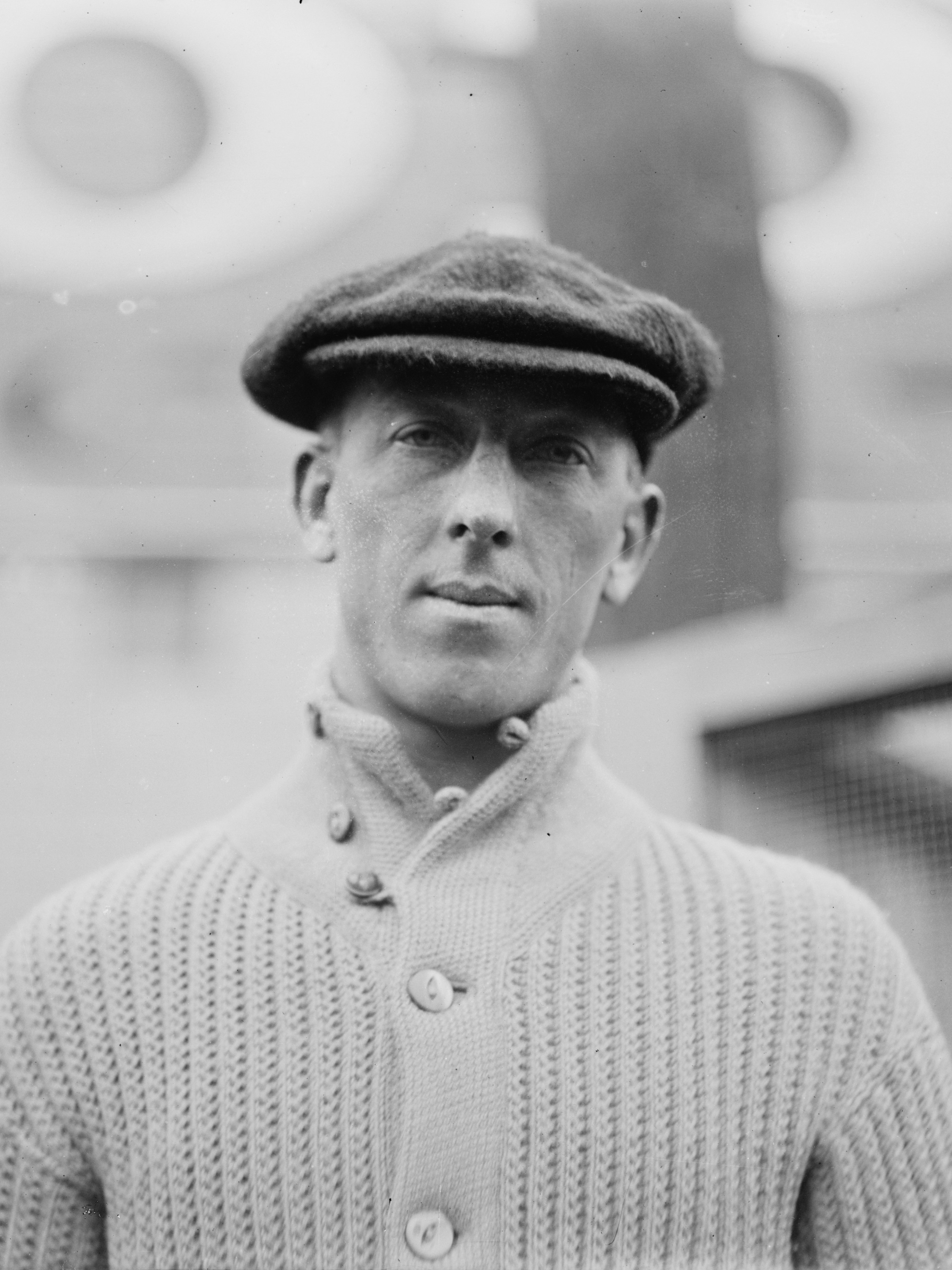
Alfred Grenda
30 mei

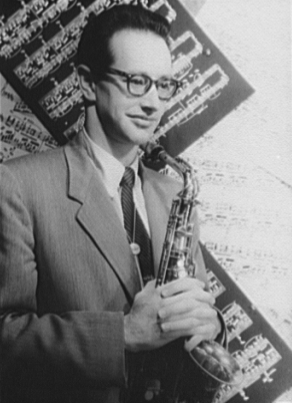
Paul Desmond
30 mei

| 1 | 2 | 3 | 4 | 5 | 6 | 7 | 8 | 9 | 10 | 11 | 12 | 13 | 14 | 15 | 16 | 17 | 18 | 19 | 20 | 21 | 22 | 23 | 24 | 25 | 26 | 27 | 28 | 29 | 30 | 31 |
| - | - | - | - | - | - | - | - | - | -- | -- | -- | -- | -- | -- | -- | -- | -- | -- | -- | -- | -- | -- | -- | -- | -- | -- | -- | -- | -- | -- |

### 1 mei
- Jaap van Leeuwen (85), Nederlands verzetsstrijder
- Jose Locsin (85), Filipijns politicus
- Mwambutsa IV (65), koning van Burundi
- Wouter Nijhoff (81), Nederlands uitgever
- Hans Stadelmann (35), Zwitsers motorcoureur

### 2 mei
- Jean-Claude Lebaube (39), Frans wielrenner

### 5 mei
- Ludwig Erhard (80), Duits politicus
- Sam Lanin (85), Amerikaans bandleider
- Hans Martin Sutermeister (69), Zwitsers politicus

### 6 mei
- William Grey Walter (67), Amerikaans neurofysioloog

### 7 mei
- Xavier van Bourbon-Parma (87), lid huis van Bourbon-Parma
- Marguerite De Riemaecker-Legot (64), Belgisch politica

### 9 mei
- James Jones (55), Amerikaans schrijver

### 10 mei
- Joan Crawford (73), Amerikaans actrice
- Albert Feliers (70), Belgisch politicus

### 13 mei
- Levinus van Looi (79), Nederlands journalist, oprichter van de VARA
- Mickey Spillane (42), Amerikaans misdadiger

### 14 mei
- Tjeerd Venstra (88), Nederlands architect

### 16 mei
- Jan Geerdinck (75), Nederlands priester
- Modibo Keïta (61), president van Mali
- Gerard Leonard Reinderhoff (72), Nederlands militair

### 21 mei
- Ödon Koch (71), Zwitserse beeldhouwer en graficus
- Maurice Orban (88), Belgisch politicus

### 22 mei
- Gijs van Hall (73), Nederlands burgemeester
- Marius Monnikendam (80), Nederlands componist

### 25 mei
- Jevgenia Ginzboerg (72), Russisch publiciste
- Charles Norrie (83), Brits militair

### 27 mei
- Claude Barbier (39), Belgisch bergbeklimmer
- Jack Bulterman (67), Nederlands musicus, componist en schrijver
- Huig Maaskant (69), Nederlands architect

### 30 mei
- Paul Desmond (52), Amerikaans jazzsaxofonist en -componist
- Claire Goll (87), Duits-Frans journaliste en schrijfster
- Alfred Grenda (87), Australisch baanwielrenner

### 31 mei
- Floyd Davis (68), Amerikaans autocoureur
- Neco (82), Braziliaans voetballer

## Juni

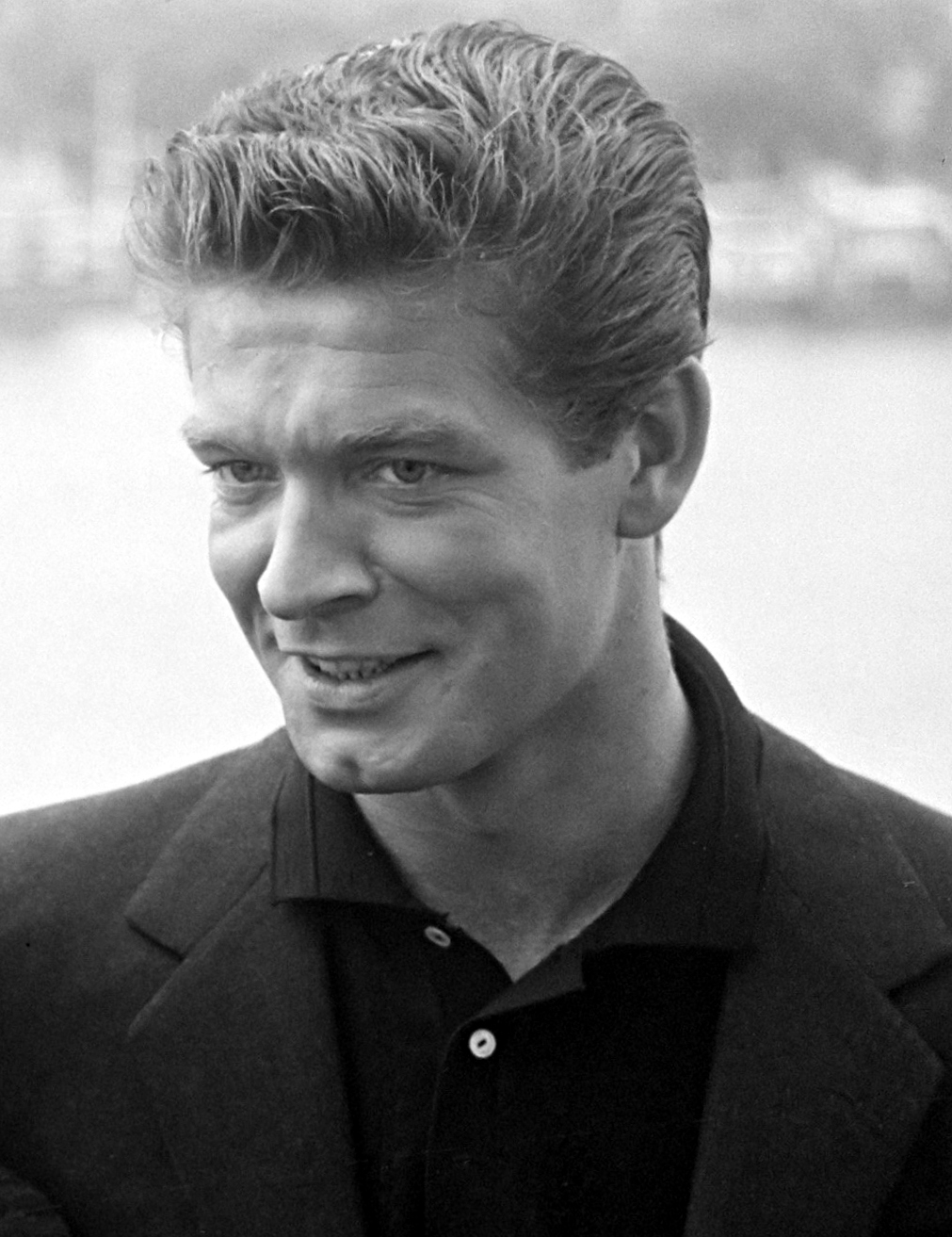
Stephen Boyd
2 juni

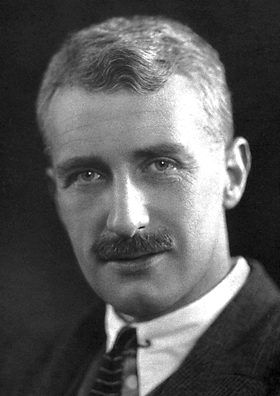
Archibald Hill
3 juni

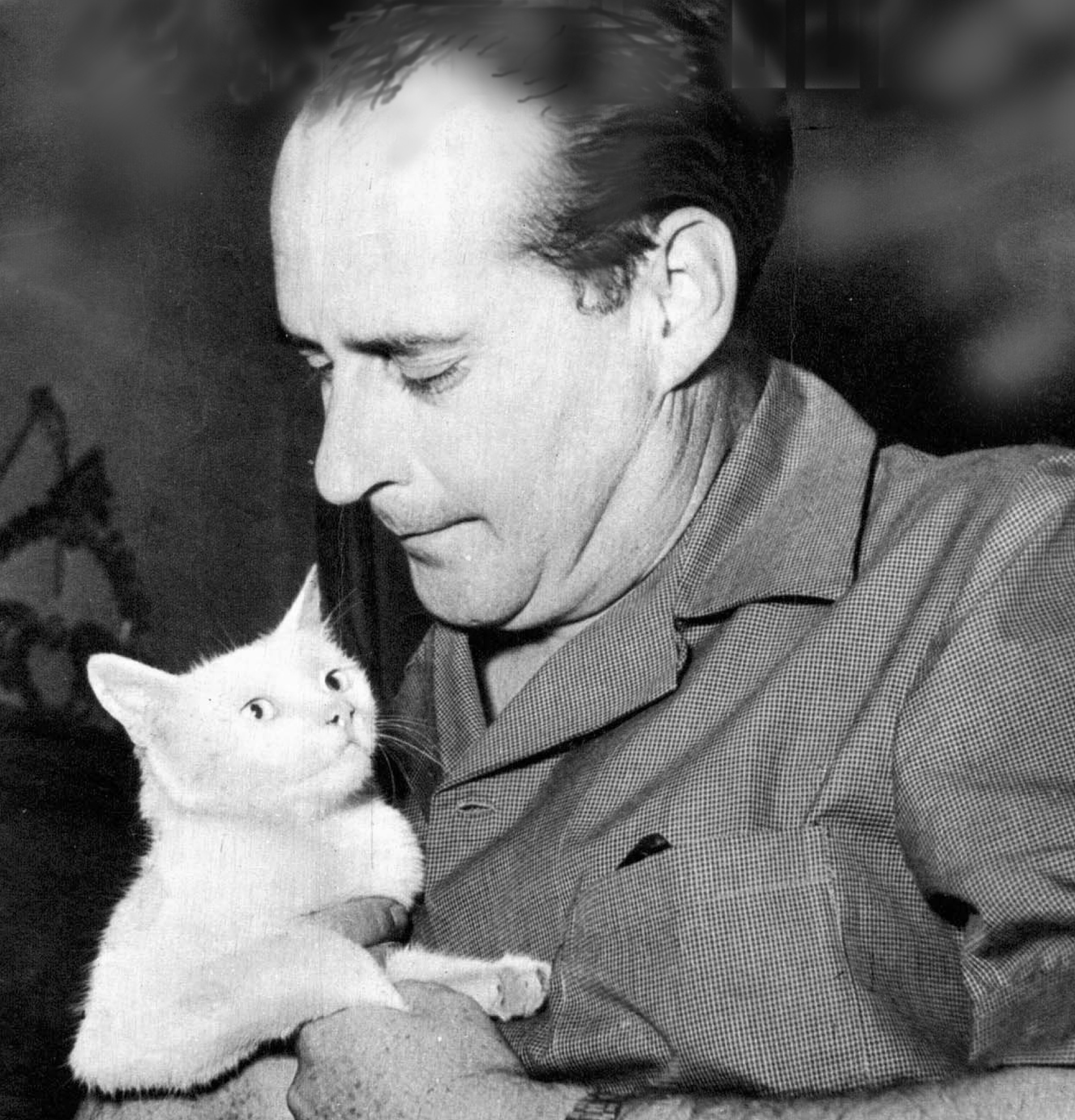
Roberto Rossellini
3 juni

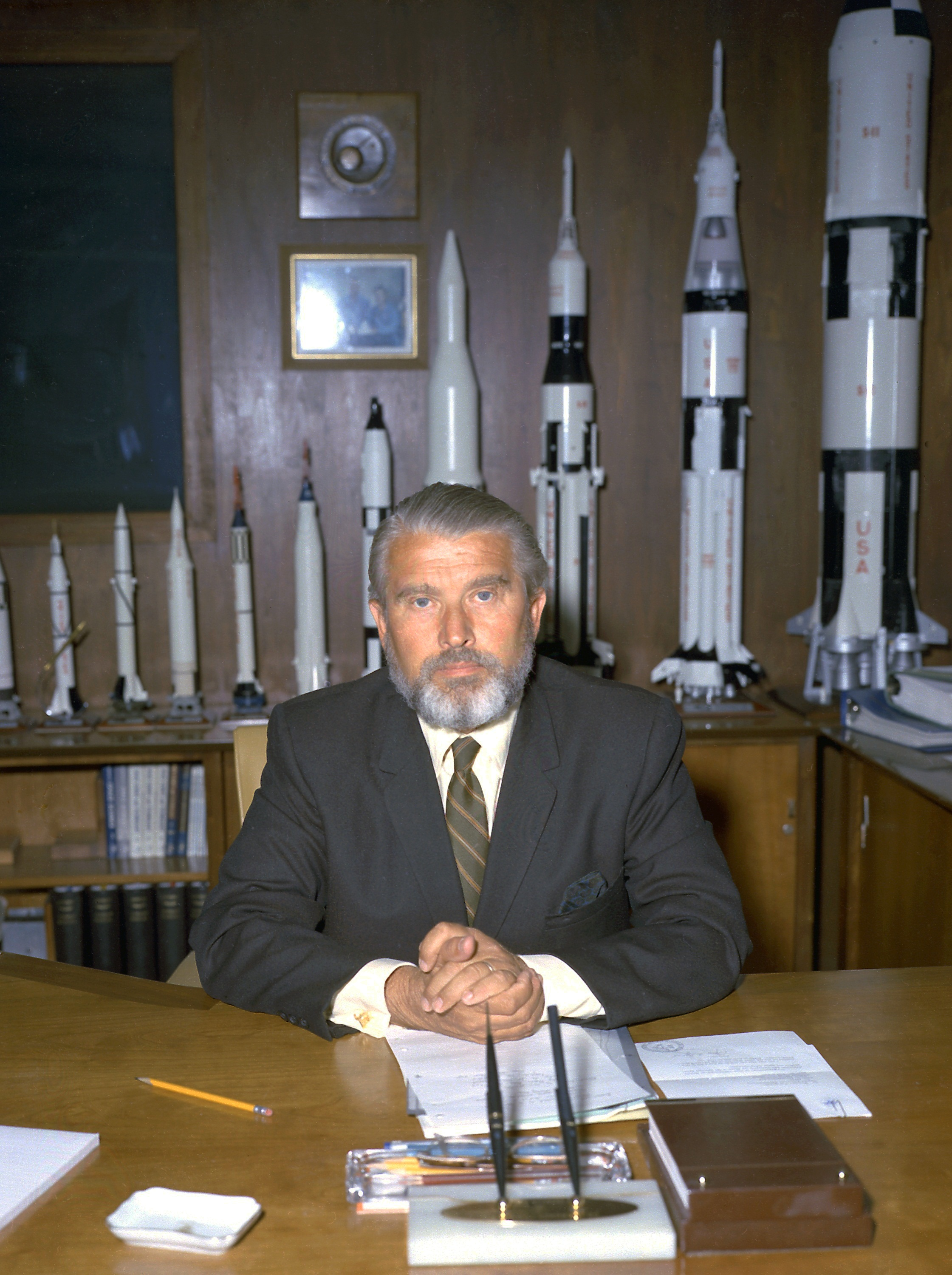
Wernher von Braun
16 juni

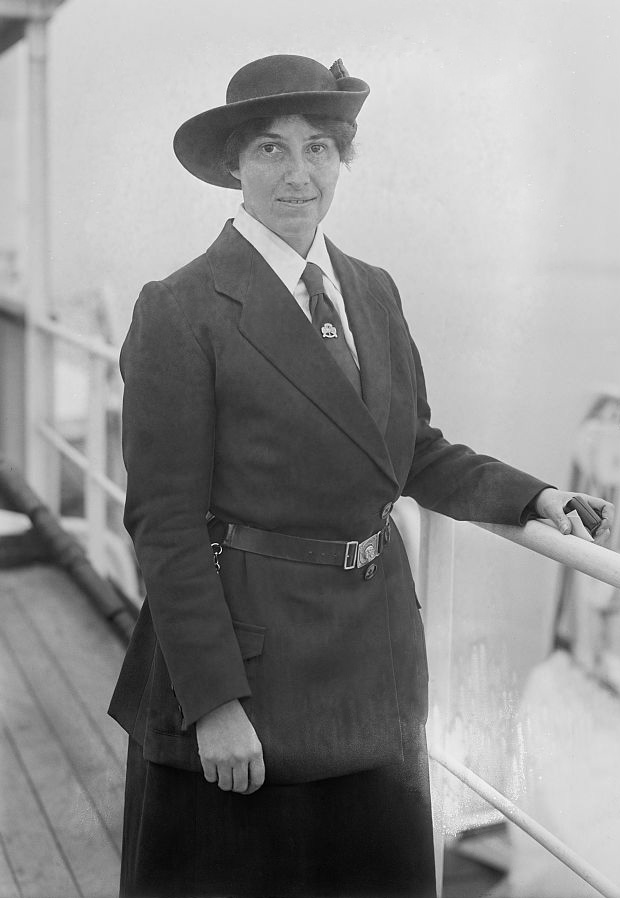
Olave Baden-Powell
19 juni

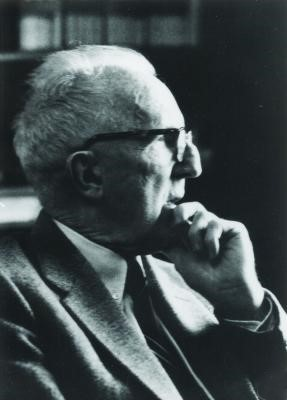
Marston Morse
22 juni

| 1 | 2 | 3 | 4 | 5 | 6 | 7 | 8 | 9 | 10 | 11 | 12 | 13 | 14 | 15 | 16 | 17 | 18 | 19 | 20 | 21 | 22 | 23 | 24 | 25 | 26 | 27 | 28 | 29 | 30 |
| - | - | - | - | - | - | - | - | - | -- | -- | -- | -- | -- | -- | -- | -- | -- | -- | -- | -- | -- | -- | -- | -- | -- | -- | -- | -- | -- |

### 2 juni
- Stephen Boyd (45), Amerikaans acteur

### 3 juni
- Archibald Hill (90), Brits fysioloog en Nobelprijswinnaar
- Roberto Rossellini (71), Italiaans filmregisseur

### 4 juni
- Giuliano Bernardi (37), Italiaans operazanger

### 5 juni
- Martí Ventolrà (70), Spaans voetballer

### 6 juni
- Oscar Bronckaers (78), Belgisch kunstschilder

### 8 juni
- Nathan Homer Knorr (72), Amerikaans religieus leider

### 9 juni
- Germano Boettcher Sobrinho (66), Braziliaans voetbaldoelman
- Hans Andreus (51), Nederlands dichter en schrijver

### 10 juni
- Azer Moenaert (84), Belgisch componist

### 11 juni
- Hansina Uktolseja (21), Nederlands terroriste

### 13 juni
- Matthew Garber (21), Brits acteur
- Samuel Loboda (61), Amerikaans componist en dirigent

### 14 juni
- Alan Reed (69), Amerikaans stemacteur

### 16 juni
- Wernher von Braun (65), Duits-Amerikaans raketpionier
- Meine Fernhout (92), Nederlands politicus
- George Nypels (91), Nederlands journalist

### 17 juni
- Walter Bossier (78), Belgisch bibliothecaris
- René Delor (71), Belgisch politicus

### 18 juni
- Franco Rol (69), Italiaans autocoureur

### 19 juni
- Olave Baden-Powell (88), Brits scoutingleidster
- Fernand Demany (72), Belgisch politicus
- Ulrich Graf (30), Zwitsers motorcoureur
- Edmond Yernaux (82), Belgisch politicus

### 22 juni
- Marston Morse (85), Amerikaans wiskundige
- Paul Oppenheim (92), Duits filosoof

### 24 juni
- Wim Chabot (70), Nederlands kunstschilder

### 25 juni
- Pieter Martinus Beijen (75), Nederlands sportbestuurder

### 26 juni
- Petko Stainoff (80), Bulgaars componist en pianist

### 29 juni
- Anton Hildebrand (70), Nederlands schrijver
- Magda Lupescu (80), Roemeens prinses
- Jaap Sax (77), Nederlands kunstenaar
- Giovanni Ziggiotto (22), Italiaans motorcoureur

### 30 juni
- Achilles Reintjens (82), Belgisch politicus

## Juli

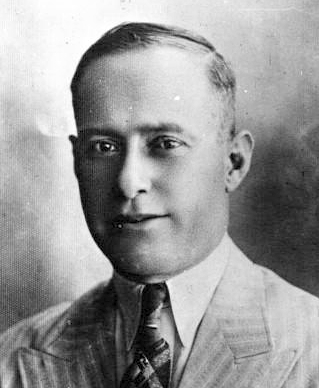
Fawzi al-Qawuqji
4 juli

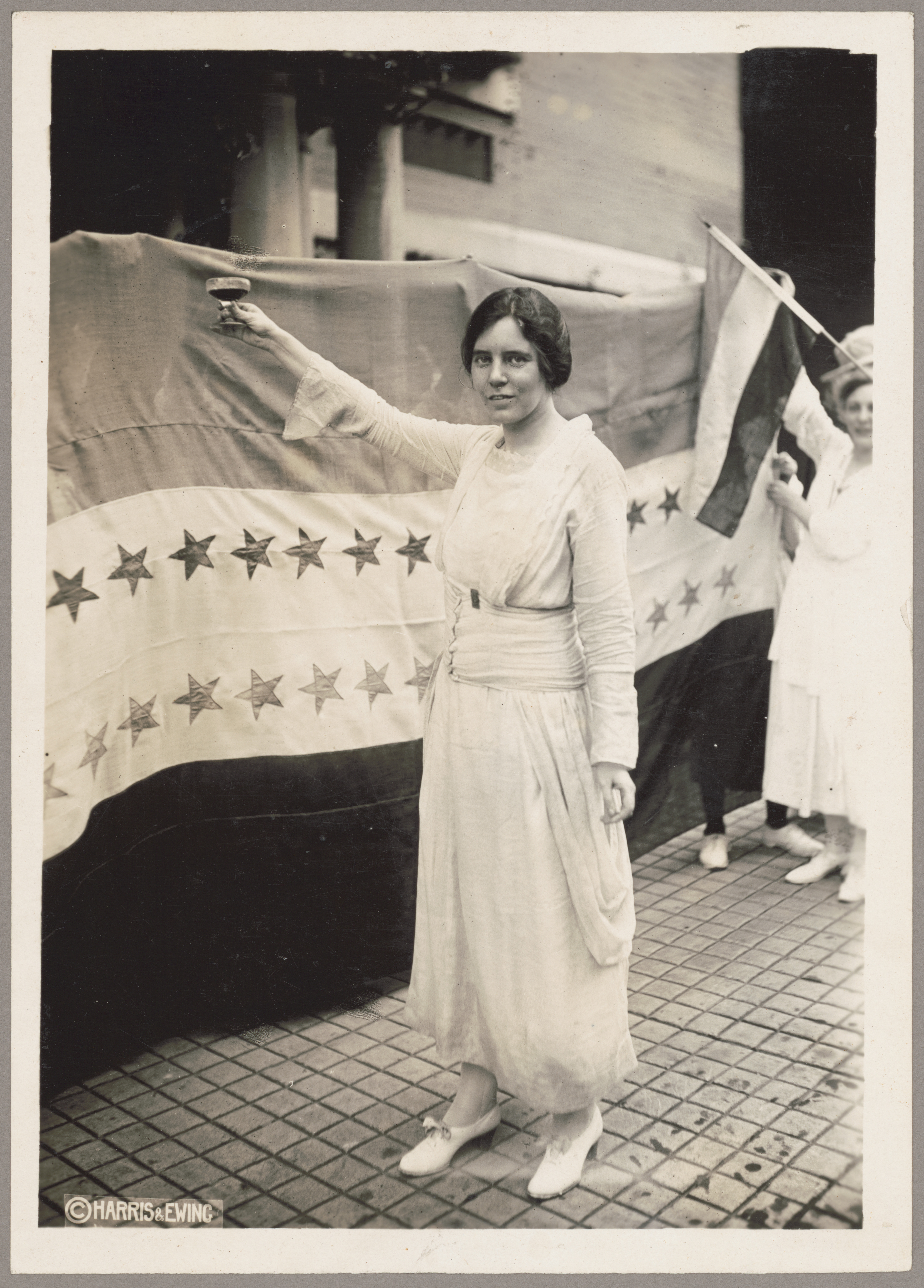
Alice Paul
9 juli

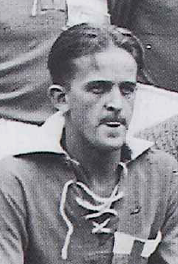
Frans Karjagin
16 juli

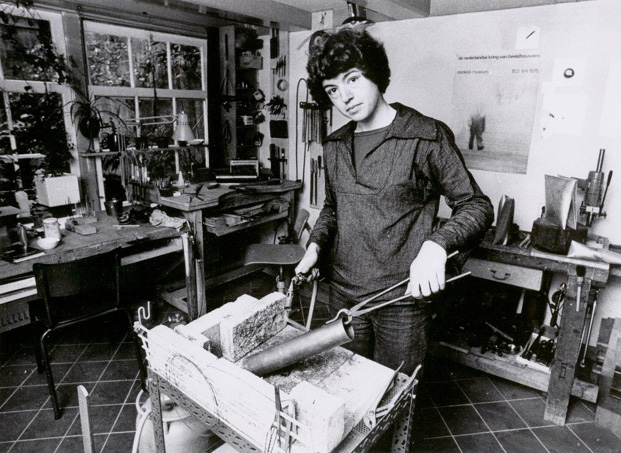
Françoise van den Bosch
18 juli

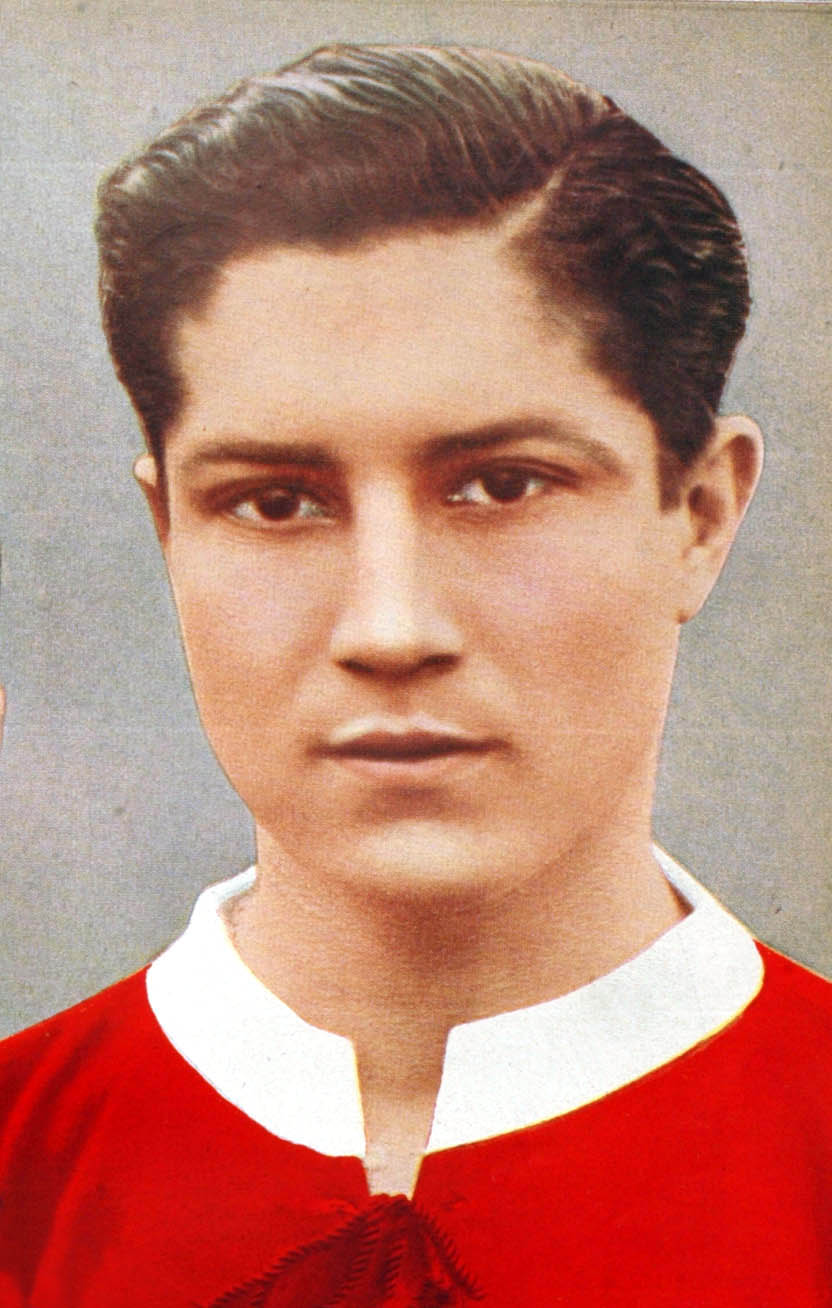
Arsenio Erico
23 juli

| 1 | 2 | 3 | 4 | 5 | 6 | 7 | 8 | 9 | 10 | 11 | 12 | 13 | 14 | 15 | 16 | 17 | 18 | 19 | 20 | 21 | 22 | 23 | 24 | 25 | 26 | 27 | 28 | 29 | 30 | 31 |
| - | - | - | - | - | - | - | - | - | -- | -- | -- | -- | -- | -- | -- | -- | -- | -- | -- | -- | -- | -- | -- | -- | -- | -- | -- | -- | -- | -- |

### 2 juli
- Stephanus Gerard Axters (75), Belgisch schrijver
- Louis Chardome (78), Belgisch politicus
- Vladimir Nabokov (78), Russisch-Amerikaans schrijver
- Plácido (64), Braziliaans voetballer

### 3 juli
- Cor van Kralingen (68), Nederlands beeldend kunstenaar
- Michel Vanderbauwhede (76), Belgisch voetballer

### 4 juli
- Fawzi al-Qawuqji (87), Palestijns vrijheidsstrijder

### 5 juli
- Theo Funke Küpper (72), Nederlands kunstschilder en tekenaar

### 8 juli
- Jules Bary (64), Belgisch politicus

### 9 juli
- Alice Paul (92), Amerikaans vrouwenrechtenactiviste

### 11 juli
- Itzhak Danziger (61), Israëlisch beeldhouwer
- Louis Ferdinand van Pruisen (32), lid Duitse adel

### 12 juli
- Lon Chaney jr. (71), Amerikaans acteur
- Waldemar Kraft (79), Duits politicus

### 13 juli
- Jorginho Carvoeiro (23), Braziliaans voetballer
- Hermann Kemper (85), Duits uitvinder

### 15 juli
- Konstantin Fedin (85), Russisch schrijver

### 16 juli
- Frans Karjagin (68), Fins voetballer
- Francesco Roberti (88), Italiaans kardinaal

### 17 juli
- Jan Blankers (73), Nederlands atleet, atletiekcoach en sportjournalist

### 18 juli
- Françoise van den Bosch (33), Nederlands kunstenaar
- Bror Marklund (69), Zweeds beeldhouwer

### 20 juli
- Anselmo Pardo Alcaide (63), Spaans entomoloog
- Mary Agard Pocock (91), Zuid-Afrikaans botanicus
- Ada Prins (97), Nederlands scheikundige

### 21 juli
- Lee Miller (70), Amerikaans fotografe en fotomodel

### 23 juli
- Arsenio Erico (62), Paraguayaans voetballer

### 24 juli
- Sigrid Sundby (35), Noors schaatsster

### 26 juli
- Karel van Luxemburg (49), lid Luxemburgs vorstenhuis
- Oskar Morgenstern (75), Oostenrijks econoom

### 27 juli
- Milt Buckner (62), Amerikaans jazzpianist

### 28 juli
- Haas Visser 't Hooft (71), Nederlands hockeyspeler

### 30 juli
- Denis Baeskens (51), Belgisch politicus
- Albert Lodewijk van Hohenzollern-Sigmaringen (78), lid Duitse adel
- Jean de Laborde (98), Frans militair
- Jürgen Ponto (53), Duits bankier

### 31 juli
- Adelin Clotz (84), Belgisch politicus

## Augustus

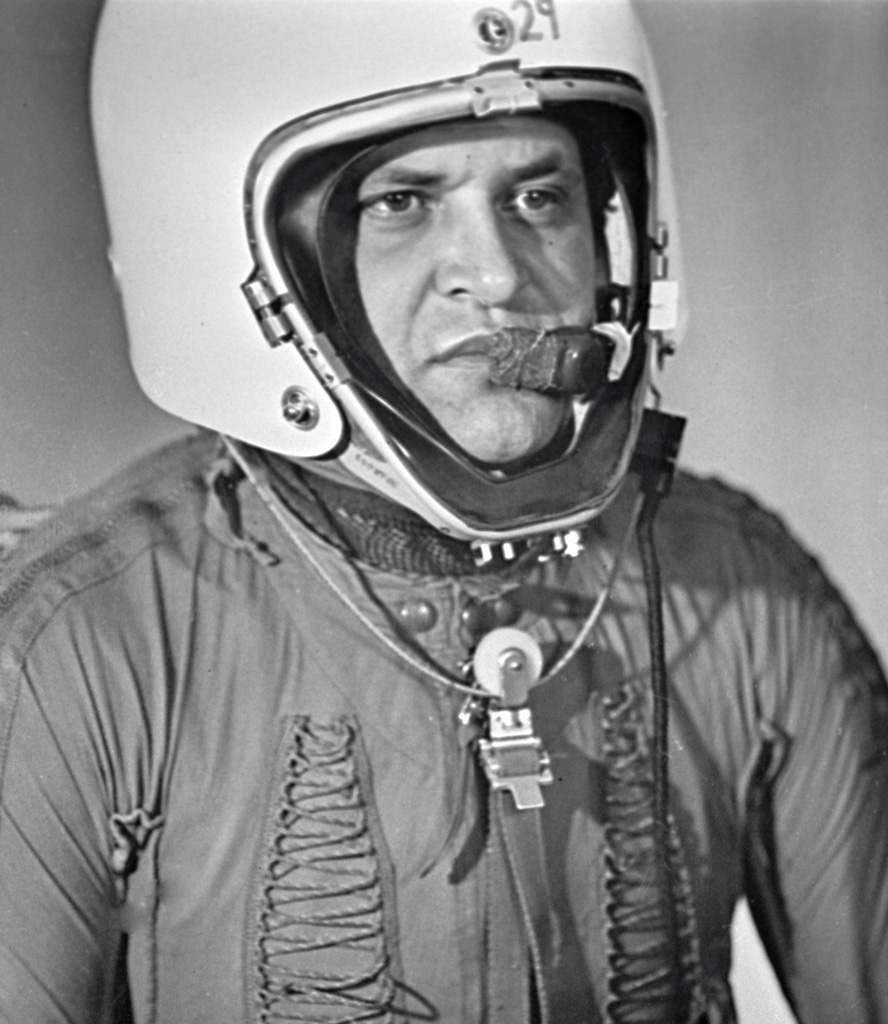
Gary Powers
3 augustus

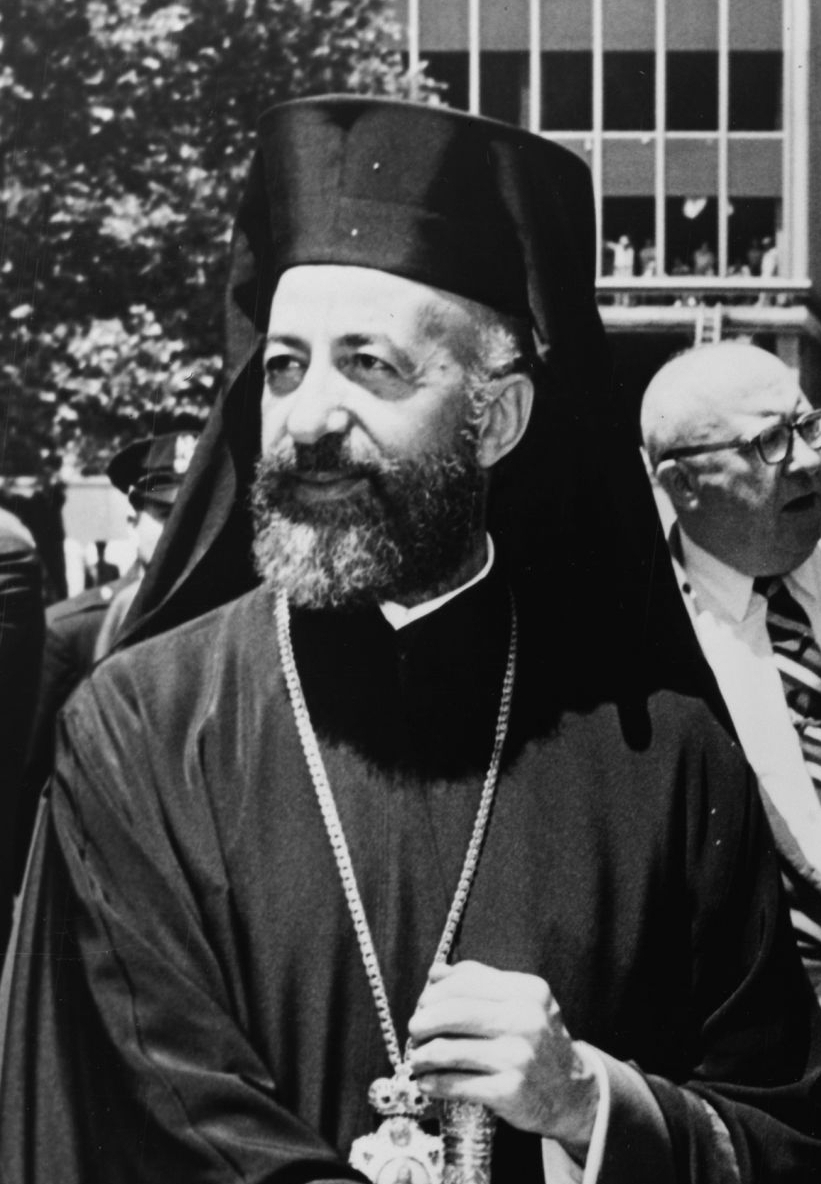
Makarios III
3 augustus

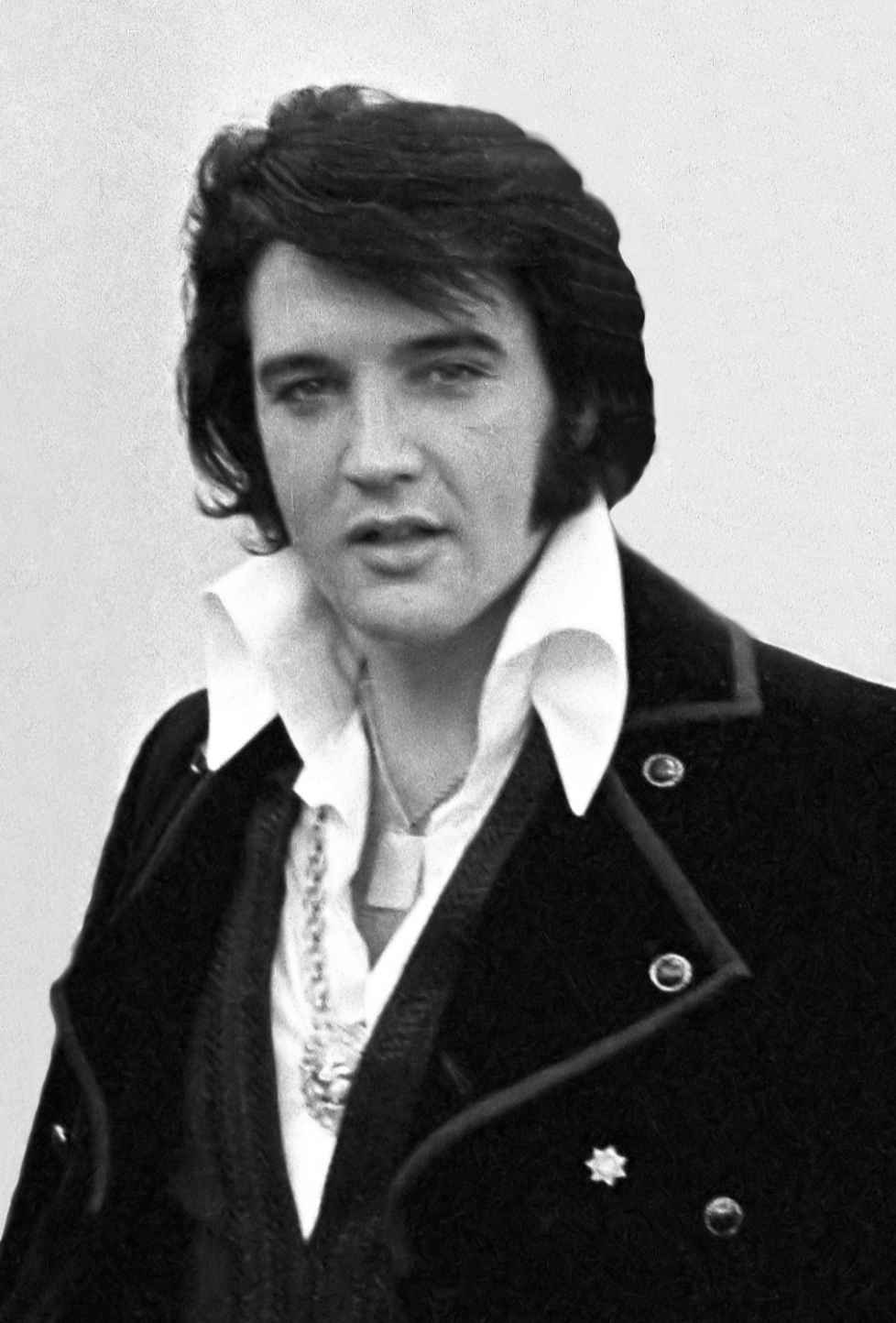
Elvis Presley
16 augustus

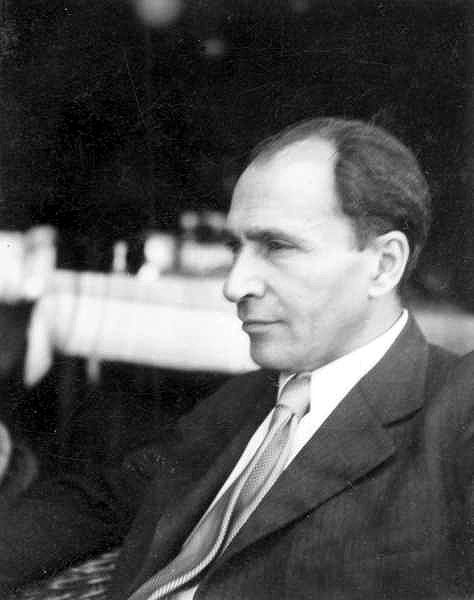
Tibor Déry
18 augustus

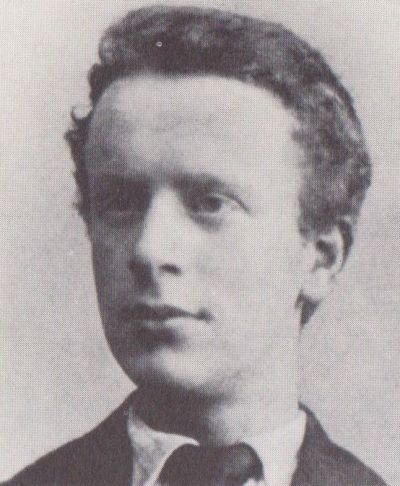
Johan Herman Isings
19 augustus

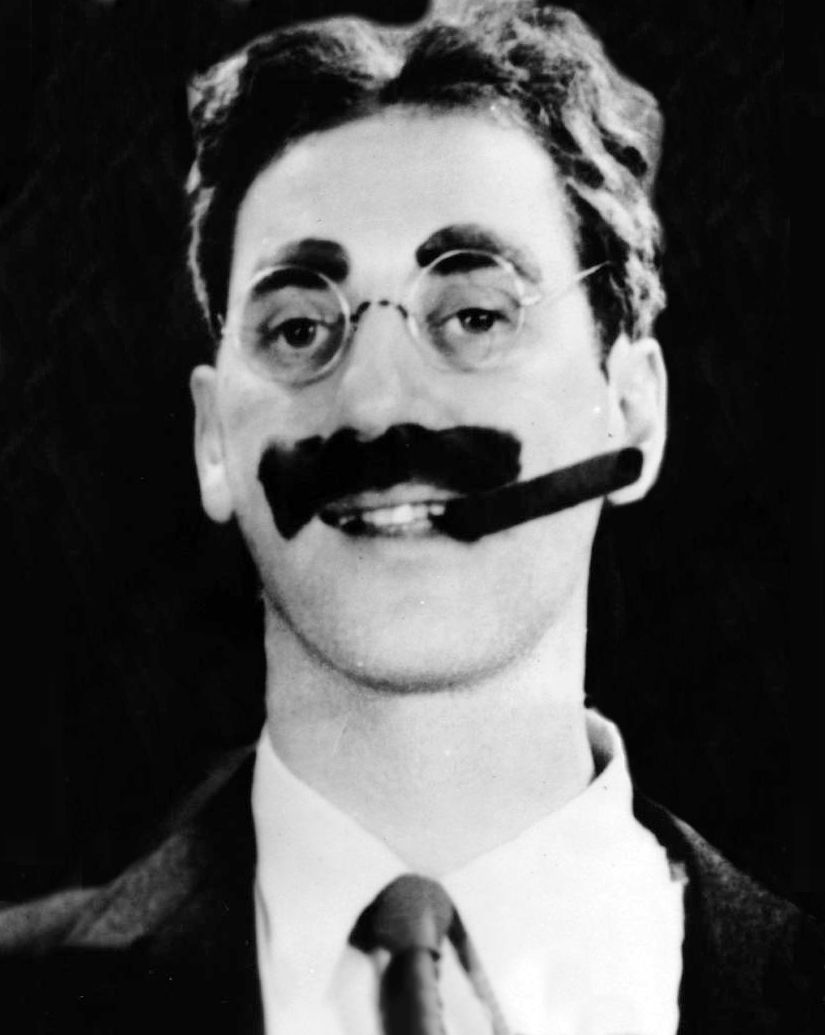
Groucho Marx
19 augustus

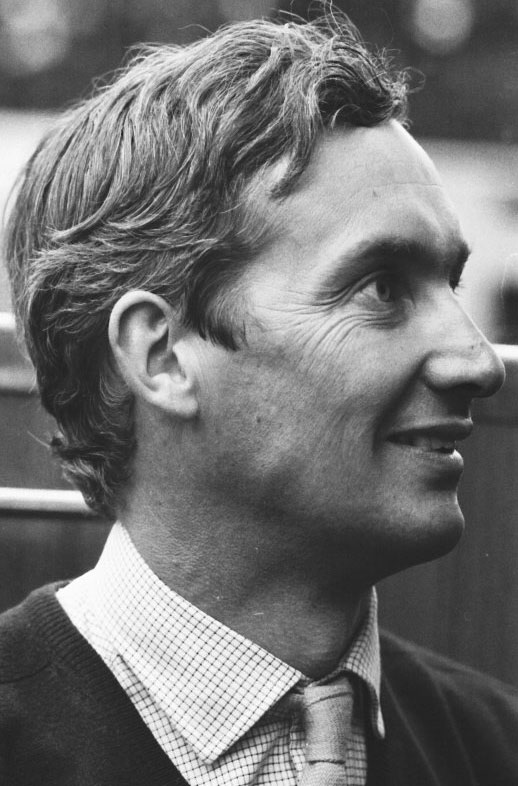
Mike Parkes
28 augustus

| 1 | 2 | 3 | 4 | 5 | 6 | 7 | 8 | 9 | 10 | 11 | 12 | 13 | 14 | 15 | 16 | 17 | 18 | 19 | 20 | 21 | 22 | 23 | 24 | 25 | 26 | 27 | 28 | 29 | 30 | 31 |
| - | - | - | - | - | - | - | - | - | -- | -- | -- | -- | -- | -- | -- | -- | -- | -- | -- | -- | -- | -- | -- | -- | -- | -- | -- | -- | -- | -- |

### 1 augustus
- Gary Powers (47), Amerikaans piloot
- Bernard van Vlijmen (81), Nederlands kunstschilder

### 2 augustus
- Howard Everest Hinton (64), Brits entomoloog

### 3 augustus
- Makarios III (63), president van Cyprus

### 4 augustus
- Edgar Douglas Adrian (87), Brits elektrofysioloog en Nobelprijswinnaar
- Ernst Bloch (92), Duits filosoof
- Hendricus Wessel (89), Nederlands atleet

### 5 augustus
- Daan van der Vat (67), Nederlands dichter, schrijver en journalist

### 7 augustus
- Paul Chaudet (73), Zwitsers politicus
- Dino Staffa (70), Italiaans kardinaal

### 8 augustus
- Jan Kamerbeek jr. (71), Nederlands literatuurwetenschapper

### 10 augustus
- Hermann Schäfer (65), Duits componist en dirigent

### 11 augustus
- Sara Mae Stinchfield Hawk (91), Amerikaans logopedist

### 13 augustus
- Karl Kreutzberg (65), Duits handbalspeler
- Louis Verreydt (26), Belgisch wielrenner

### 14 augustus
- Bobby Isaac (54), Amerikaans autocoureur
- Aleksandr Loeria (75), Russisch neuropsycholoog

### 16 augustus
- Pé Hawinkels (34), Nederlands schrijver en dichter
- Frans Ferdinand van Hohenberg (49), lid Duitse adel
- Elvis Presley (42), Amerikaans zanger en acteur

### 17 augustus
- Delmer Daves (73), Amerikaans filmregisseur
- Johan Bothenius Lohman (90), Nederlands burgemeester
- Gerald Myrow (54), Amerikaans componist

### 18 augustus
- Tibor Déry (82), Hongaars schrijver en dichter

### 19 augustus
- Johan Herman Isings (93), Nederlands illustrator
- Groucho Marx (86), Amerikaans komiek

### 21 augustus
- Pierre Cot (81), Frans politicus

### 22 augustus
- Fokke Sierksma (60), Nederlands theoloog

### 23 augustus
- Naum Gabo (87), Russisch-Amerikaanse kunstschilder

### 26 augustus
- Piet Götzen (62), Nederlands architect

### 27 augustus
- Joop van Moorsel (75), Nederlands voetbalscheidsrechter
- Michel Soulier (27), Belgisch voetballer

### 28 augustus
- Hermann Giskes (80), Duits spion
- Mike Parkes (45), Brits autocoureur

### 29 augustus
- Jan Godwaldt (66), Nederlands burgemeester
- Brian McGuire (31), Australisch autocoureur
- Edward Sinclair (63), Brits acteur

### 31 augustus
- Sid Atkinson (76), Zuid-Afrikaans atleet

## September

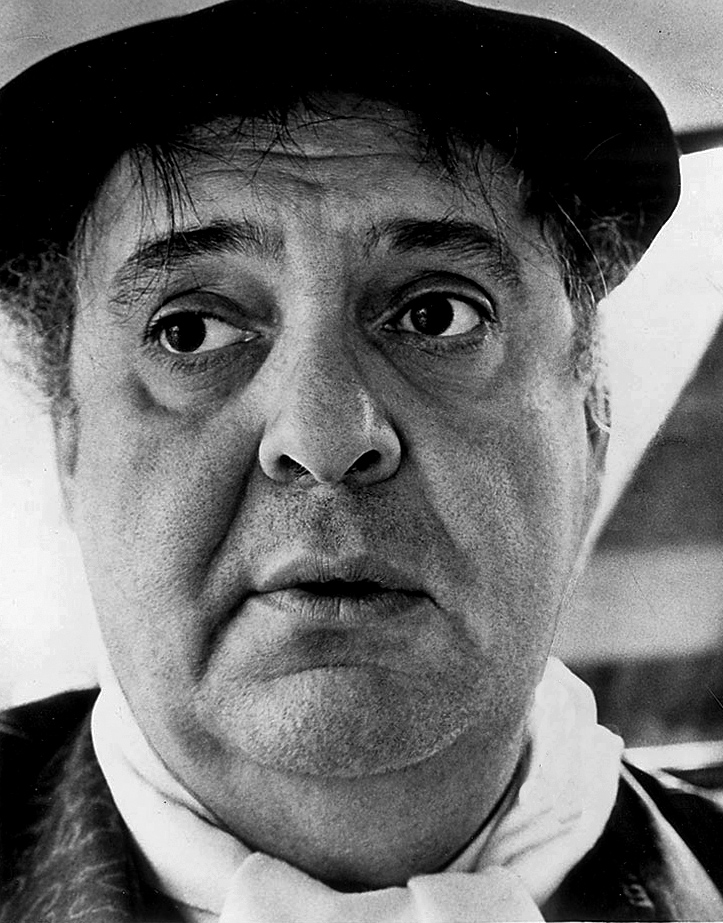
Zero Mostel
8 september

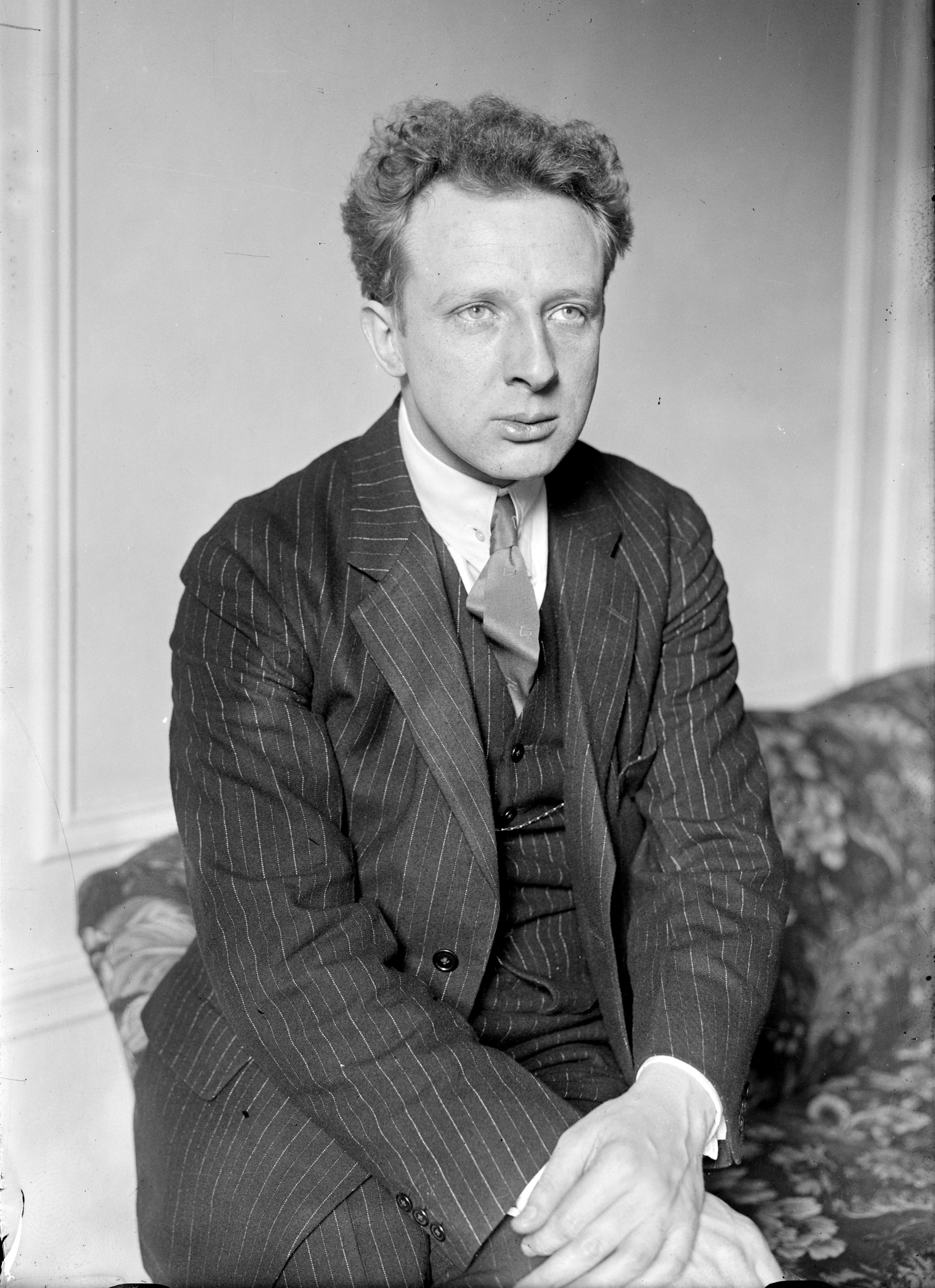
Leopold Stokowski
13 september

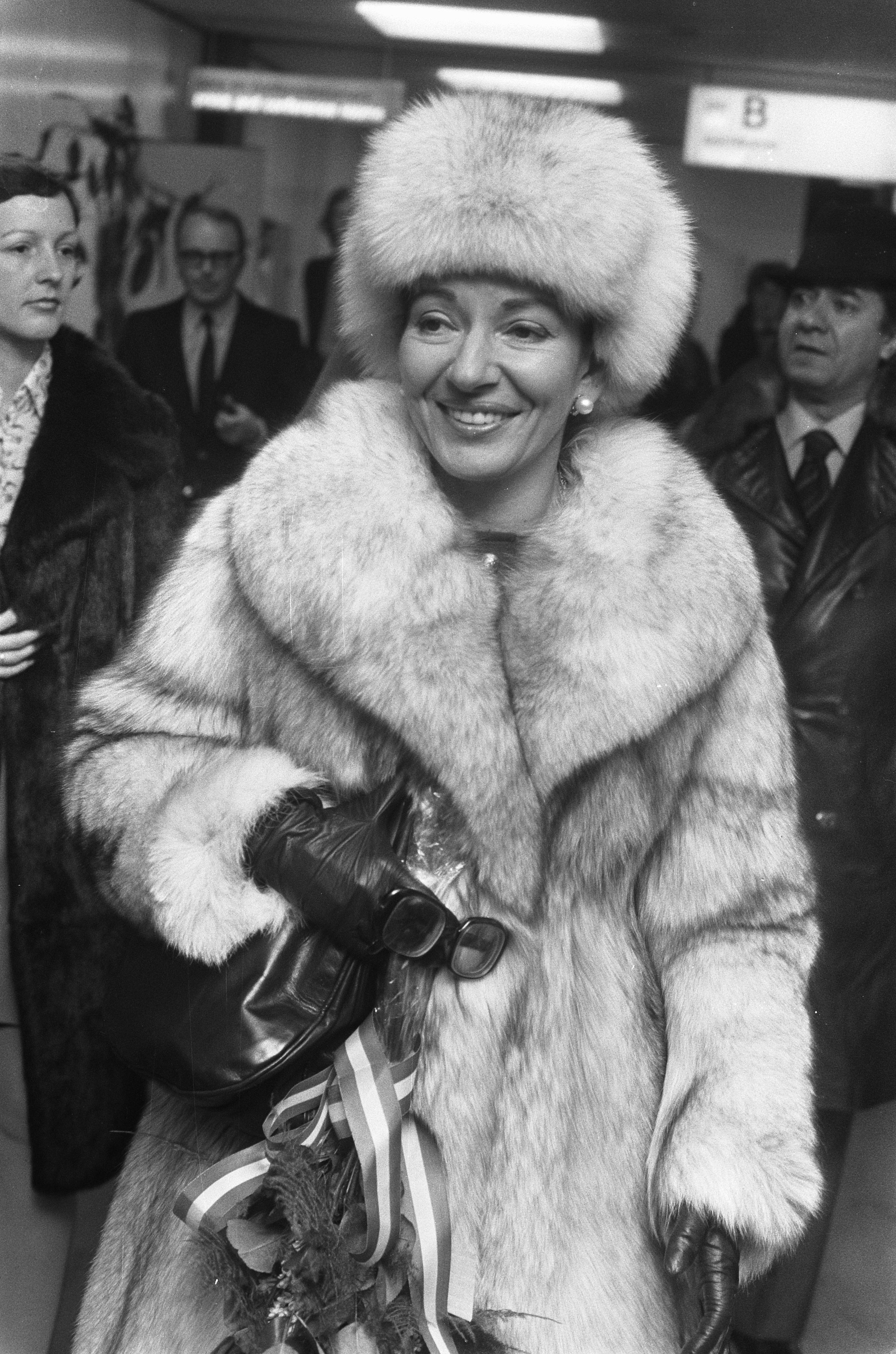
Maria Callas
16 september

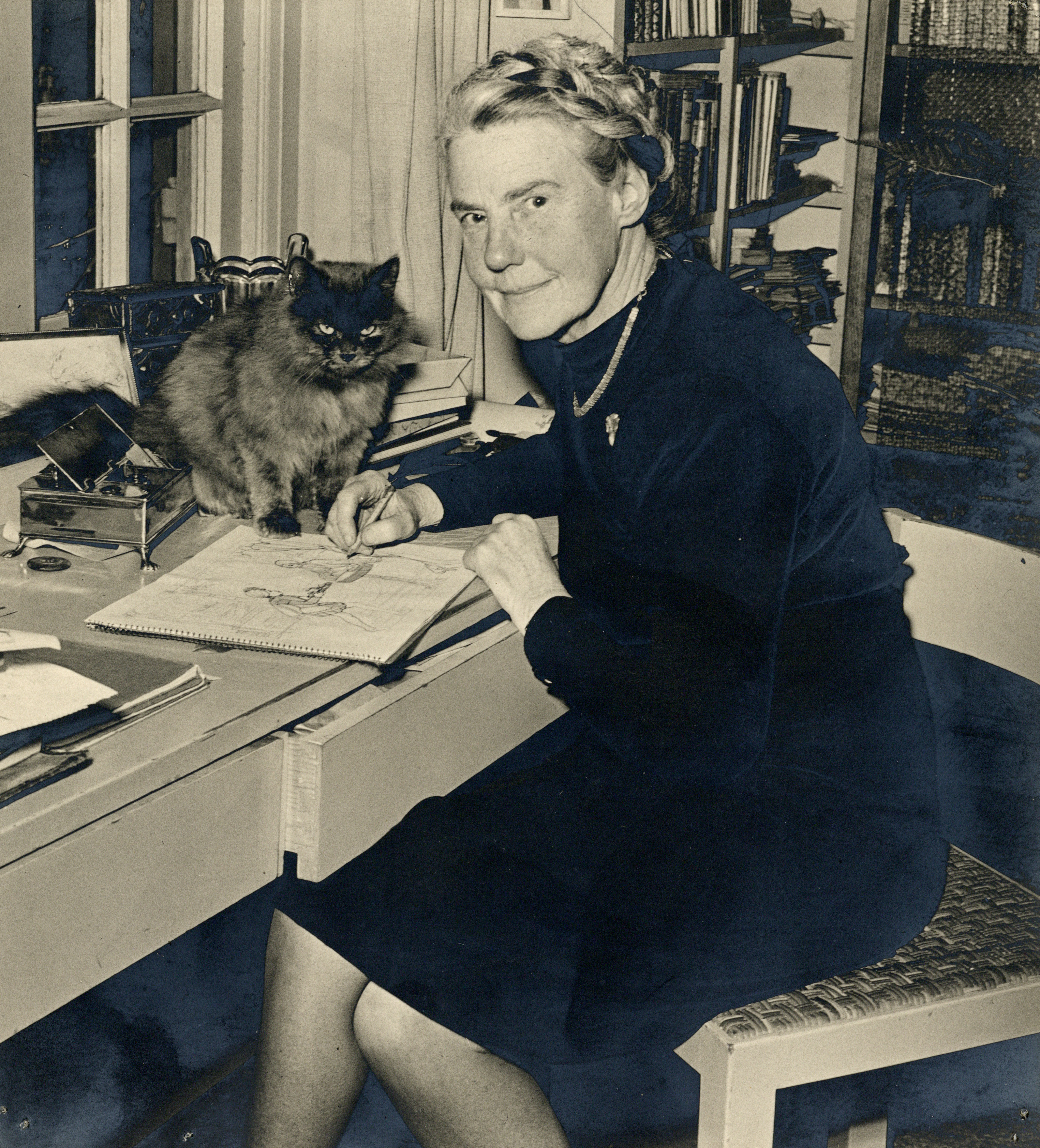
Rie Cramer
16 september

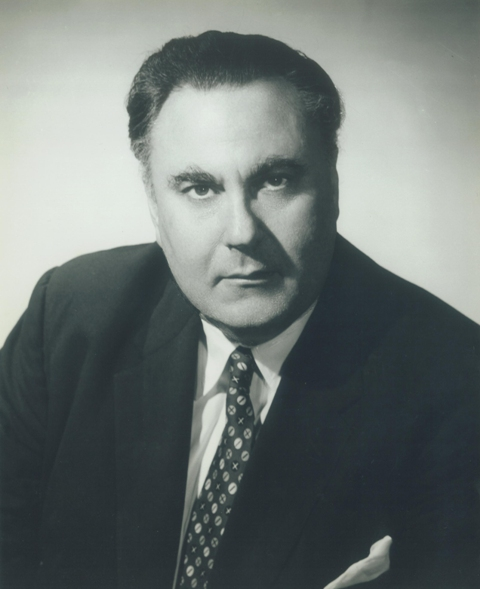
Kurt Adler
21 september

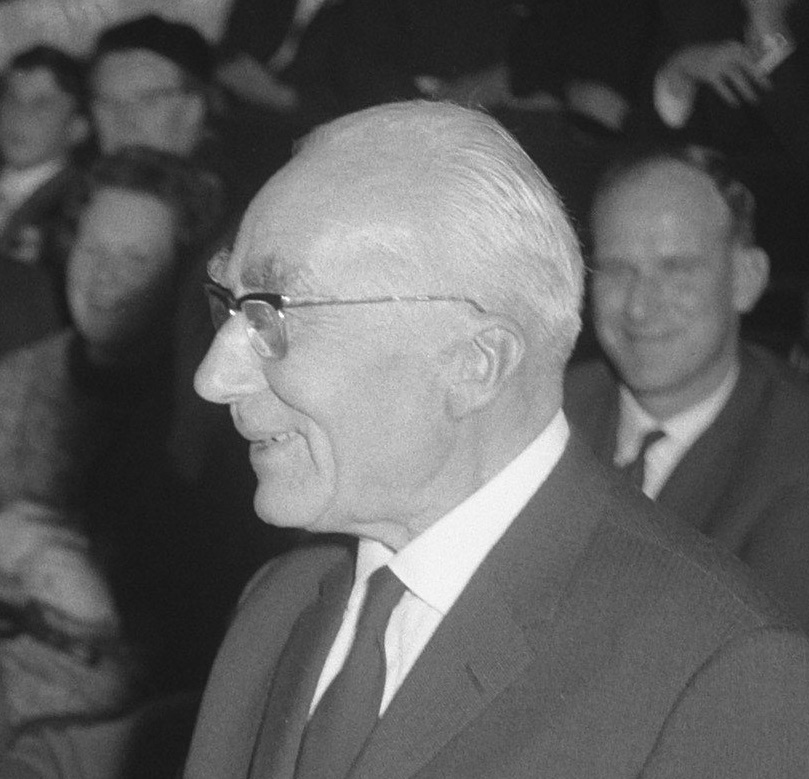
Piet Zwart
24 september

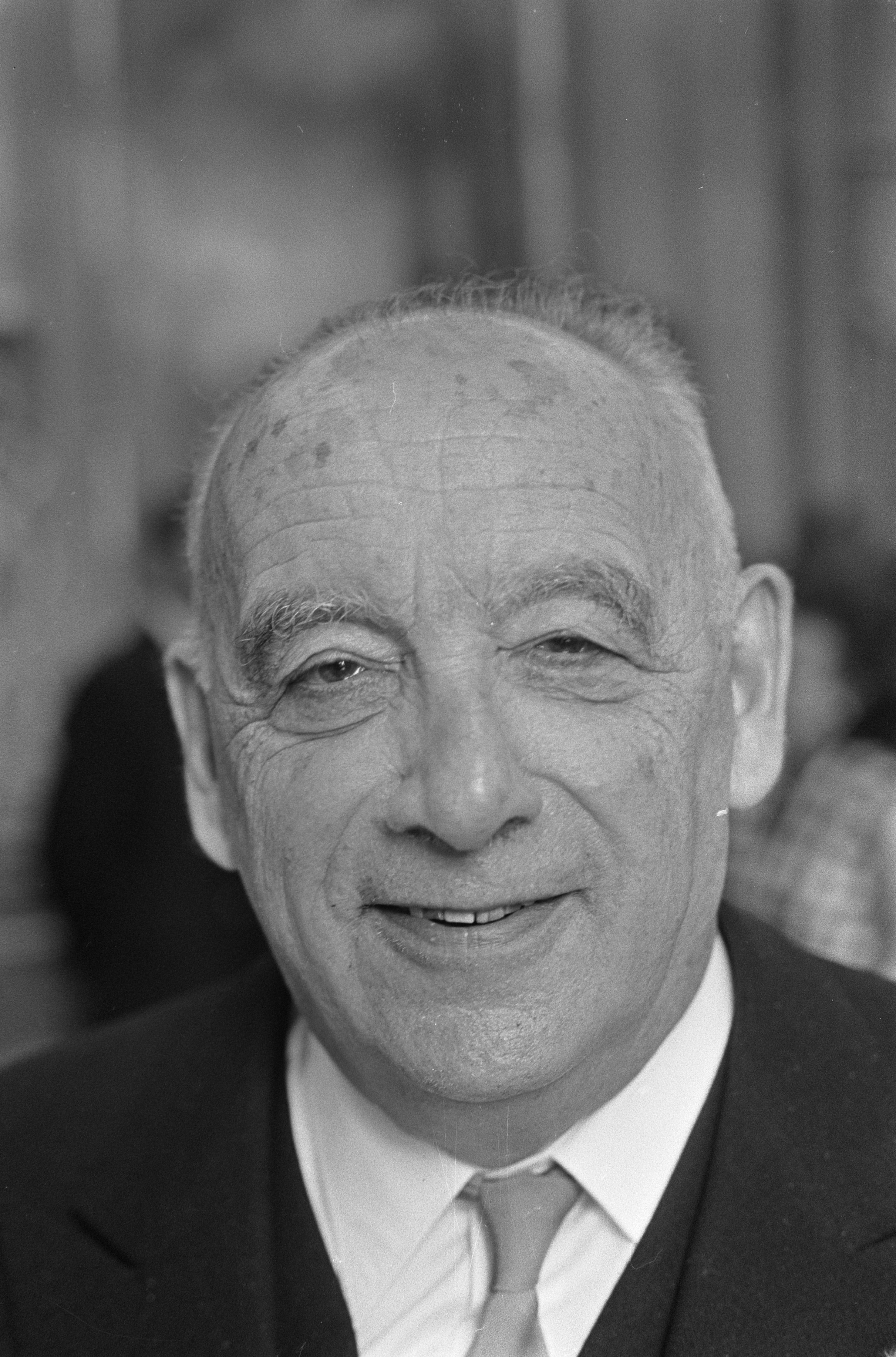
S.J. van den Bergh
25 september

| 1 | 2 | 3 | 4 | 5 | 6 | 7 | 8 | 9 | 10 | 11 | 12 | 13 | 14 | 15 | 16 | 17 | 18 | 19 | 20 | 21 | 22 | 23 | 24 | 25 | 26 | 27 | 28 | 29 | 30 |
| - | - | - | - | - | - | - | - | - | -- | -- | -- | -- | -- | -- | -- | -- | -- | -- | -- | -- | -- | -- | -- | -- | -- | -- | -- | -- | -- |

### 4 september
- Jan Elfring (75), Nederlands voetballer
- Jean Rostand (82), Frans bioloog en filosoof
- Ernst Friedrich Schumacher (66), Brits econoom

### 5 september
- Cees Laban (52), Nederlands politicus
- Jan Maas (77), Nederlands wielrenner
- Marcel Thiry (80), Belgisch schrijver

### 6 september
- Paul Burkhard (65), Zwitsers componist
- John Littlewood (92), Brits wiskundige
- Eugen Schüfftan (84), Duits cameraman

### 7 september
- Gustave Reese (77), Amerikaans musicoloog

### 8 september
- Zero Mostel (62), Amerikaans acteur

### 9 september
- Pol Jacquemyns (80), Belgische sportjournalist
- Kenneth O'Donnell (53), Amerikaans politiek adviseur

### 10 september
- Hamida Djandoubi (28), Tunesisch crimineel

### 12 september
- Steve Biko (30), Zuid-Afrikaans anti-apartheidsstrijder
- Robert Lowell (60), Amerikaans dichter

### 13 september
- Leopold Stokowski (95), Brits dirigent

### 14 september
- Shogo Kamo (61), Japans voetballer

### 16 september
- Marc Bolan (29), Brits singer-songwriter en gitarist
- Maria Callas (53), Amerikaans sopraanzangeres
- Rie Cramer (89), Nederlands illustrator en schrijfster

### 18 september
- Paul Bernays (88), Zwitsers wiskundige
- Charlotte Köhler (85), Nederlands actrice
- Steven Kwint (45), Nederlands schilder en graficus

### 21 september
- Ruth Mix (65), Amerikaans actrice en dochter van Tom Mix
- Kurt Adler (70), Amerikaans dirigent

### 23 september
- Karel Dronkert (70), Nederlands theoloog
- Gérard Hanssen (80), Belgisch politicus

### 24 september
- Piet Zwart (92), Nederlands grafisch en industrieel ontwerper

### 25 september
- Sidney J. van den Bergh (78), Nederlands ondernemer en politicus
- Peter Stæchelin (54), Zwitsers autocoureur
- Gerhard Winkler (71), Duits componist

### 26 september
- Franz Böhm (82), Duits econoom en politicus
- Edward Temme (73), Brits waterpolospeler

### 27 september
- Mieczysław Batsch (77), Pools voetballer
- Jock Hutchison (93), Amerikaans golfspeler
- Marguerite Jadot (81), Belgisch politicus

### 28 september
- Joseph Olivadoti (83), Italiaans-Amerikaans componist

### 29 september
- Aleksandr Tsjerepnin (78), Russisch componist en pianist

### 30 september
- Louis Duerloo (67), Belgisch wielrenner

## Oktober

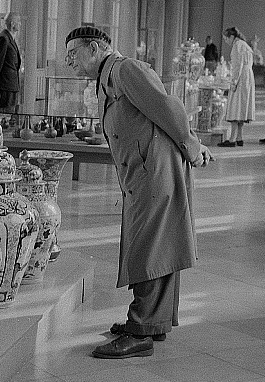
Richard Peter
3 oktober

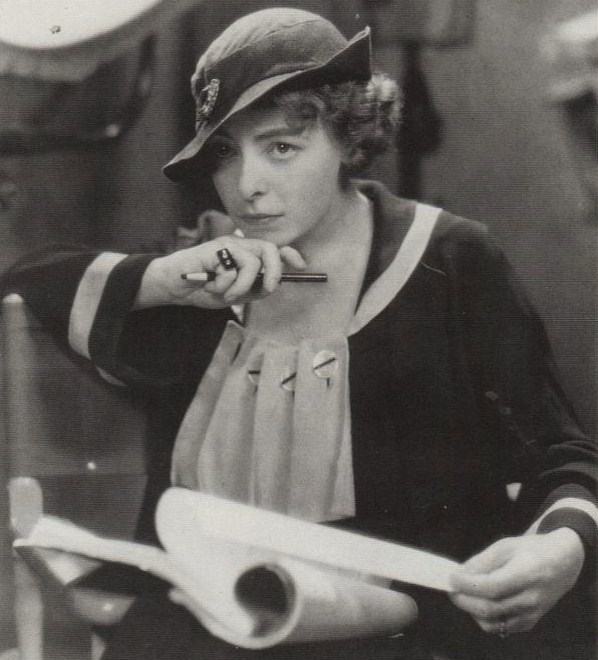
Dorothy Davenport
12 oktober

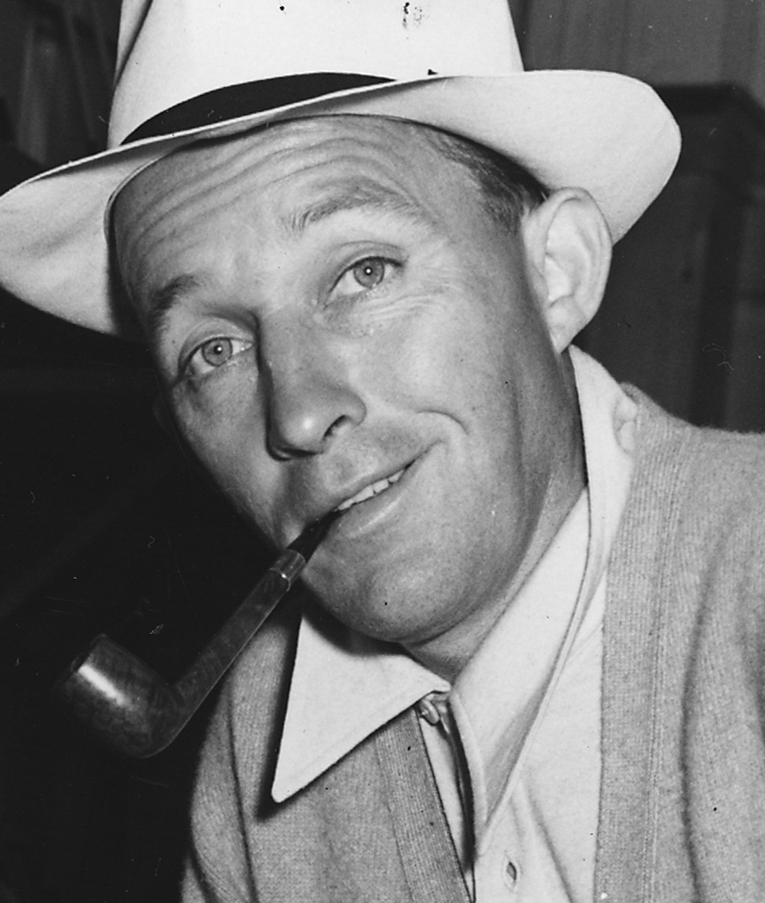
Bing Crosby
14 oktober

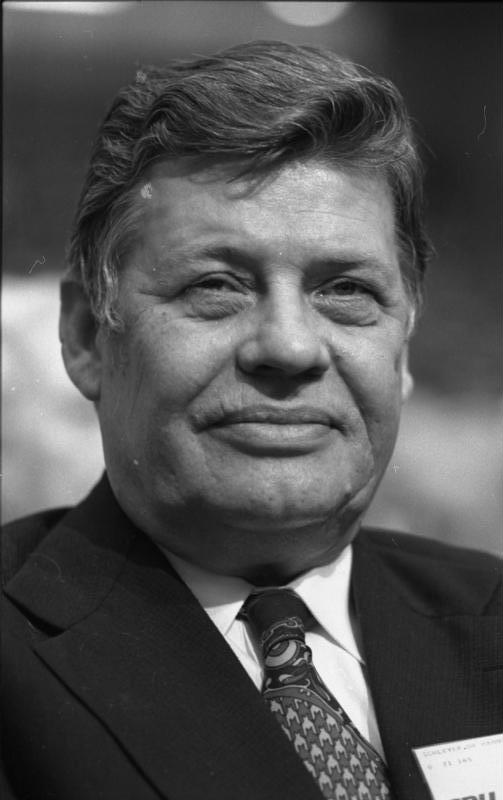
Hanns-Martin Schleyer
18 oktober

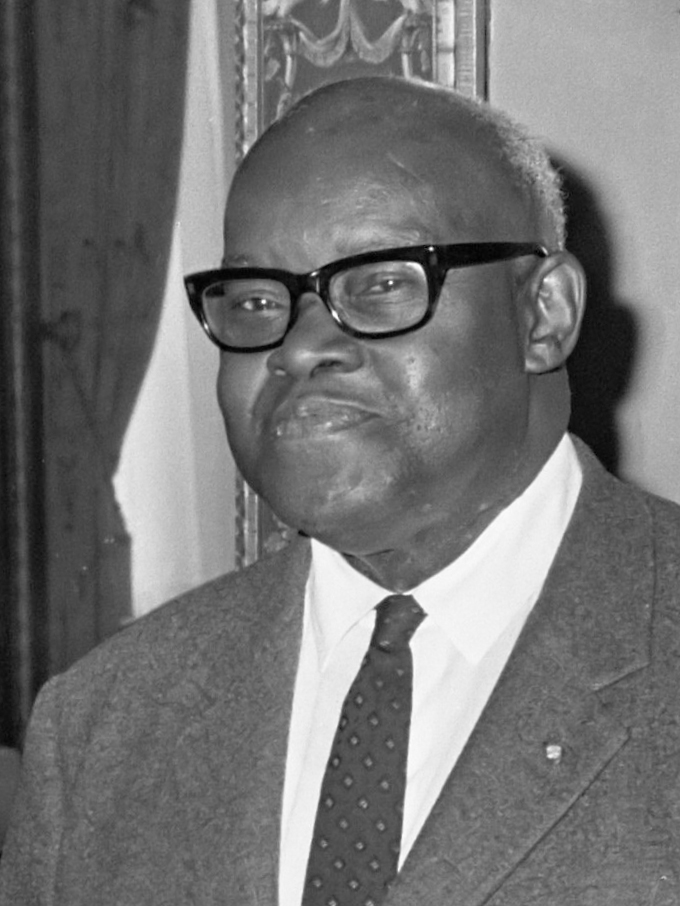
Jo Einaar
20 oktober

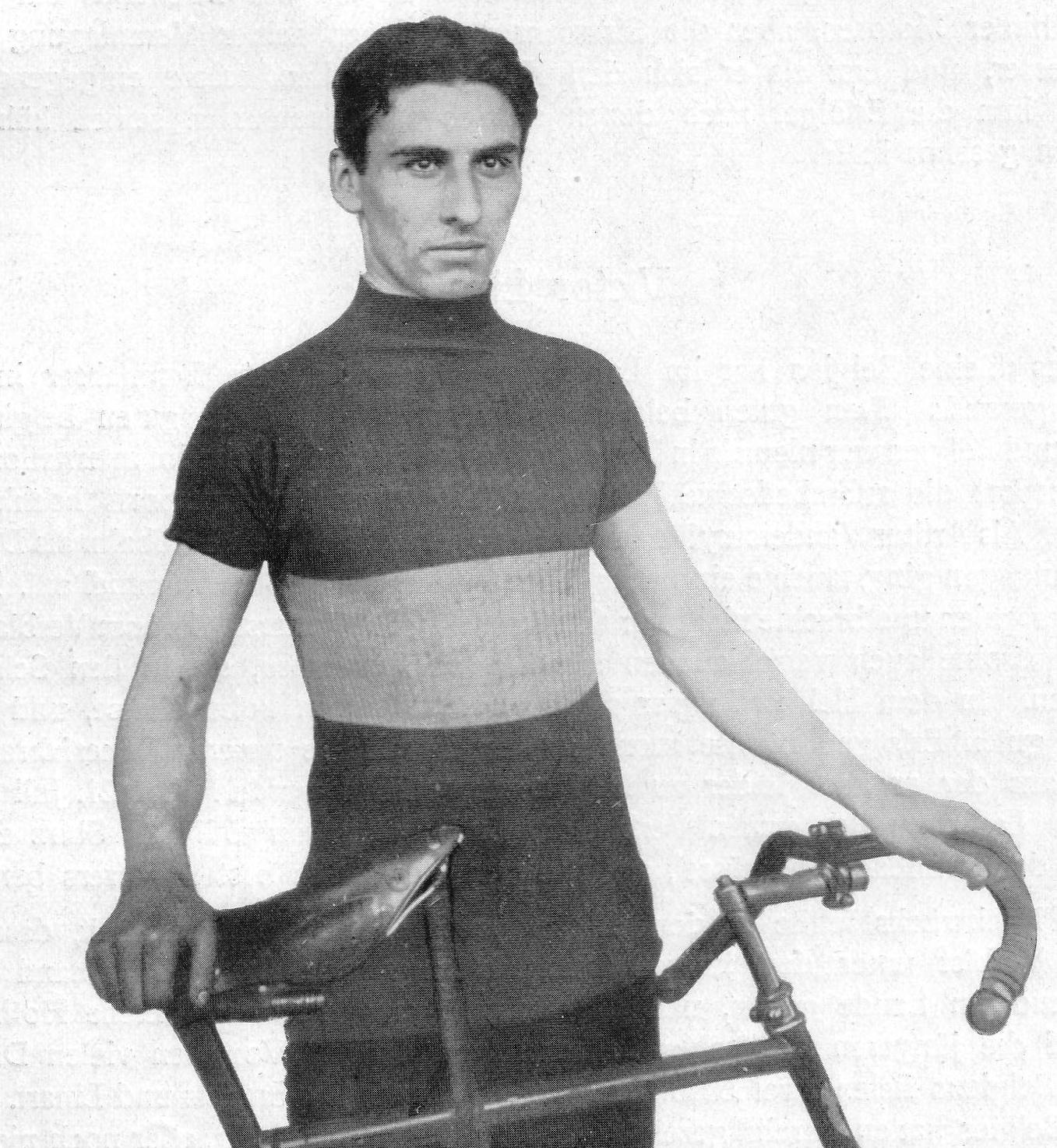
Victor Linart
23 oktober

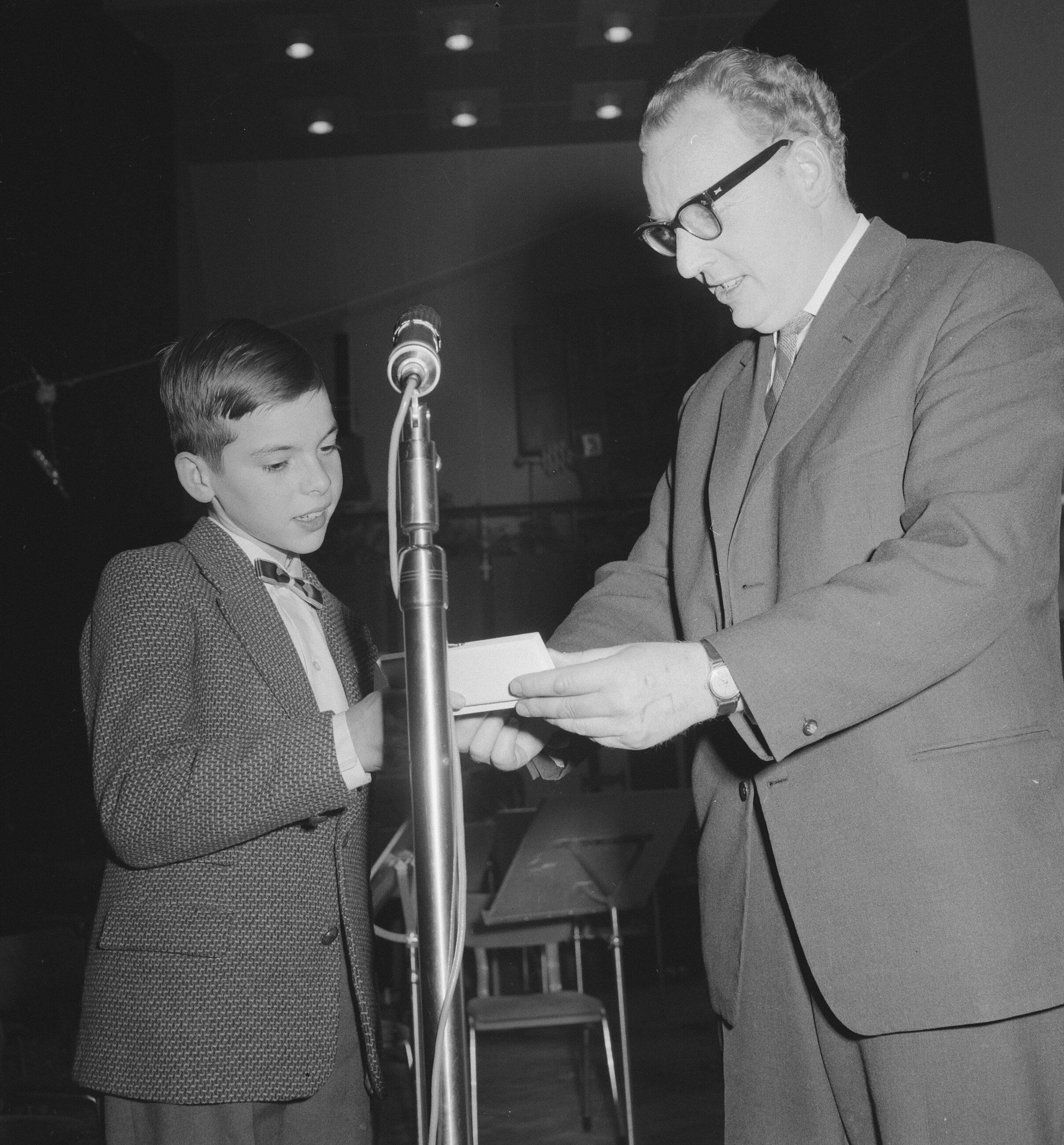
Theo Eerdmans (r)
28 oktober

| 1 | 2 | 3 | 4 | 5 | 6 | 7 | 8 | 9 | 10 | 11 | 12 | 13 | 14 | 15 | 16 | 17 | 18 | 19 | 20 | 21 | 22 | 23 | 24 | 25 | 26 | 27 | 28 | 29 | 30 | 31 |
| - | - | - | - | - | - | - | - | - | -- | -- | -- | -- | -- | -- | -- | -- | -- | -- | -- | -- | -- | -- | -- | -- | -- | -- | -- | -- | -- | -- |

### 2 oktober
- L.A. Bodaan (67), Nederlands predikant en zanger
- Odd Frantzen (64), Noors voetballer
- Heiko Kolt (75), Belgisch balletdanser en choreograaf

### 3 oktober
- Tay Garnett (83), Amerikaans regisseur
- Richard Peter (82), Duits fotograaf

### 5 oktober
- Alfred Tooming (70), Estisch geestelijke

### 6 oktober
- Jotie T'Hooft (21), Belgisch dichter en schrijver

### 7 oktober
- Harry van der Velde (68), Nederlands musicus

### 9 oktober
- Gilbert Pede (66), Belgisch politicus

### 11 oktober
- Jean Duvieusart (77), Belgisch politicus

### 12 oktober
- Dorothy Davenport (82), Amerikaans actrice en regisseur

### 13 oktober
- Jackie Condon (59), Amerikaans acteur

### 14 oktober
- Bing Crosby (74), Amerikaans zanger en acteur

### 17 oktober
- Marcel Hoste (65), Belgisch mimespeler
- Laurens op ten Noort (71), Nederlands collaborateur

### 18 oktober
- In cel dood aangetroffen Duitse RAF-gevangenen
  - Andreas Baader (34), Duits terrorist
  - Gudrun Ensslin (37), Duits terroriste
  - Jan-Carl Raspe (34), Duits terrorist
- Marinus Agterberg (52), Nederlands politicus
- Hanns-Martin Schleyer (62), Duits manager en SS-lid

### 20 oktober
- Jo Einaar (81), Surinaams diplomaat en bestuurder
- Ronnie Van Zant (29), Amerikaans zanger
- Marie-Thérèse Walter (68), Frans schildersmodel
- Ger Zwertbroek (84), Nederlands journalist

### 21 oktober
- Norman Thomas Gilroy (81), Australisch kardinaal
- Mark Macken (64), Belgisch beeldhouwer

### 22 oktober
- Julien Delbecque (74), Belgisch wielrenner

### 23 oktober
- Victor Linart (89), Belgisch wielrenner

### 24 oktober
- Frans Christiaens (68), Belgisch politicus

### 25 oktober
- Félix Gouin (93), Frans politicus
- Mathilde Willink (39), Nederlands model en societyfiguur

### 27 oktober
- James M. Cain (85), Amerikaans schrijver

### 28 oktober
- Theo Eerdmans (55), Nederlands televisiepresentator
- Bruno Streckenbach (75), Duits militair
- Noé Vernède (75), Nederlands burgemeester

### 31 oktober
- Eva Taylor (82), Amerikaans zangeres

## November

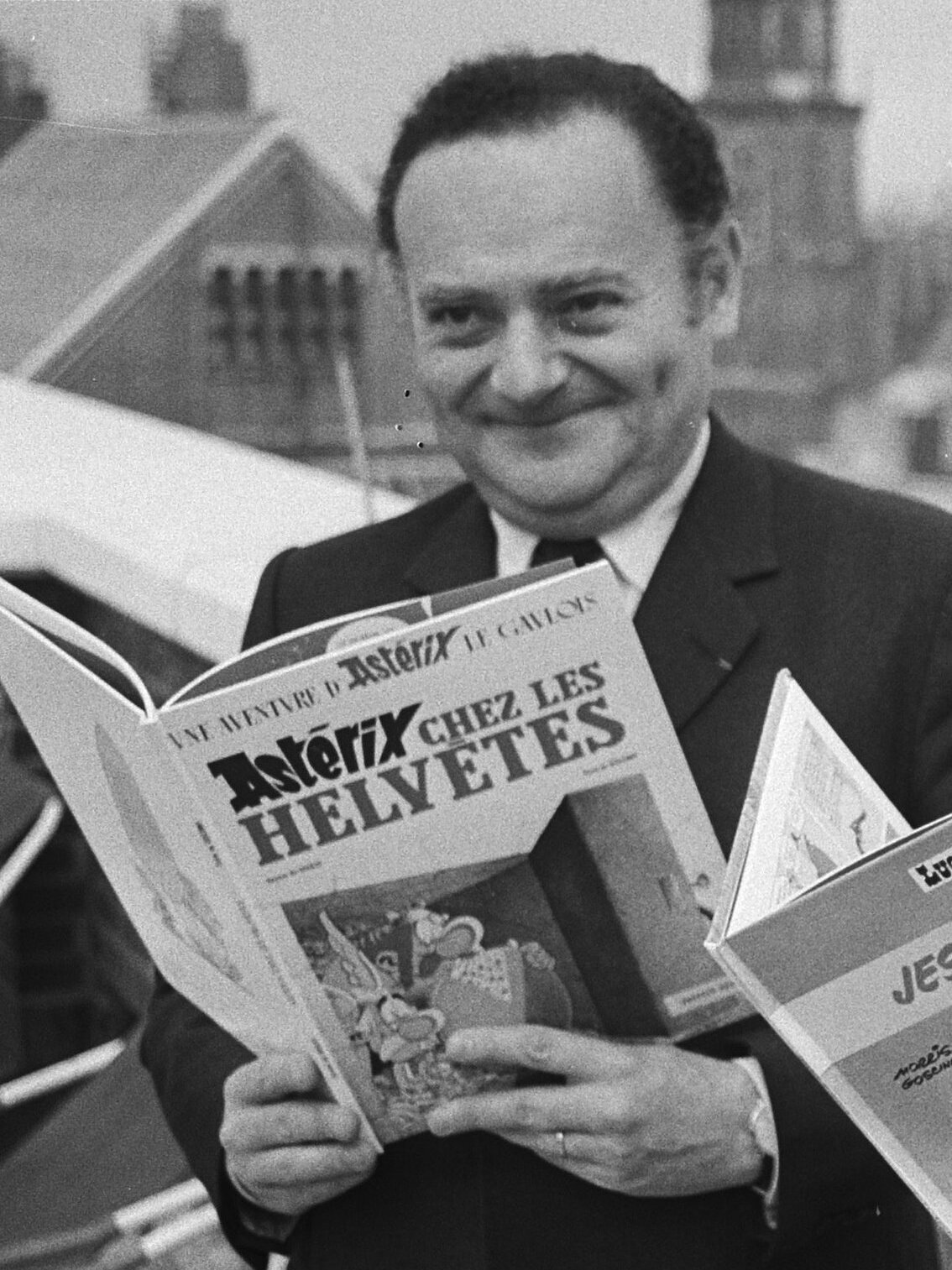
René Goscinny
5 november

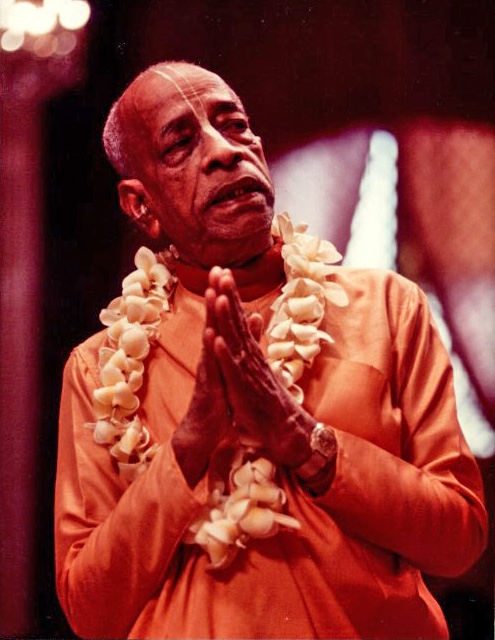
Swami Praphupada
14 november

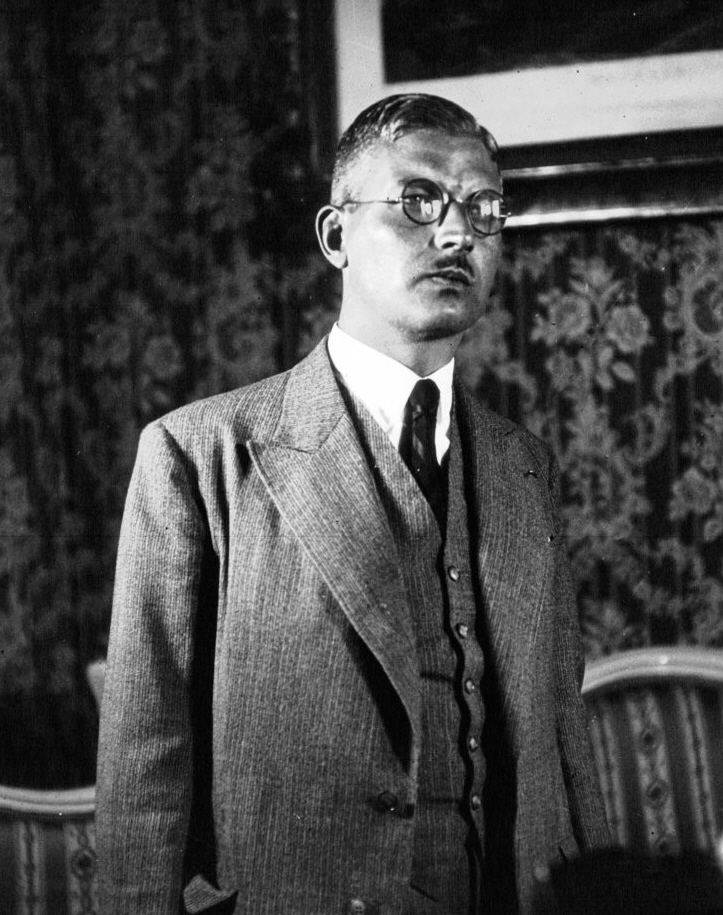
Kurt Schuschnigg
18 november

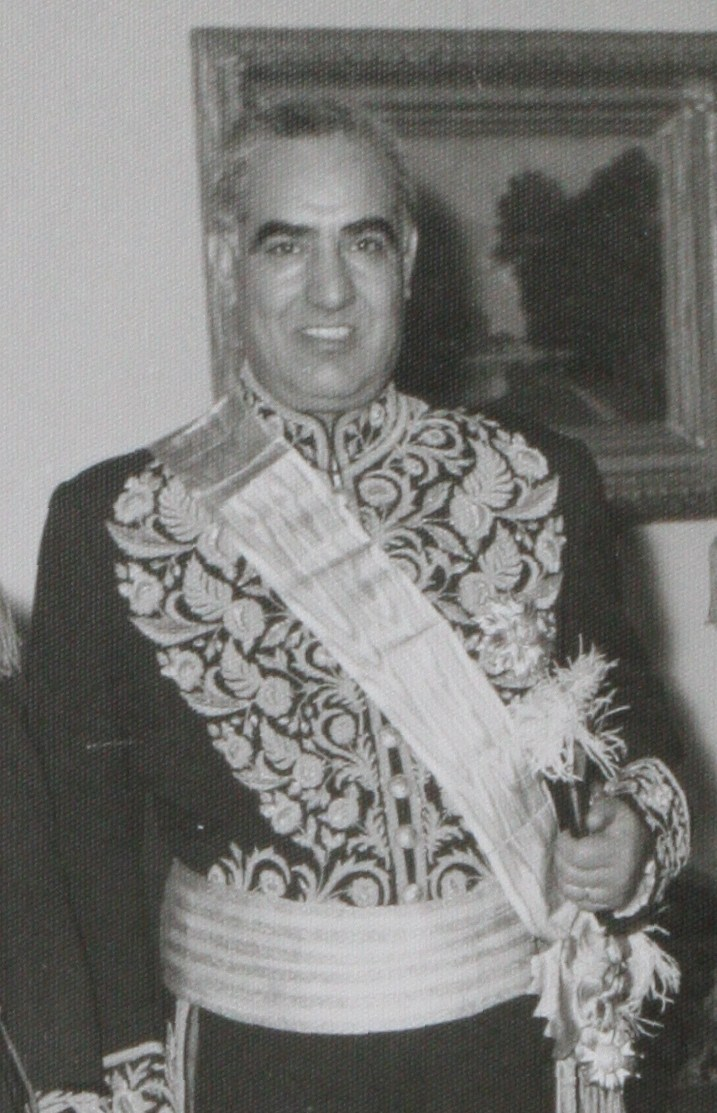
Manuchehr Ekbal
25 november

| 1 | 2 | 3 | 4 | 5 | 6 | 7 | 8 | 9 | 10 | 11 | 12 | 13 | 14 | 15 | 16 | 17 | 18 | 19 | 20 | 21 | 22 | 23 | 24 | 25 | 26 | 27 | 28 | 29 | 30 |
| - | - | - | - | - | - | - | - | - | -- | -- | -- | -- | -- | -- | -- | -- | -- | -- | -- | -- | -- | -- | -- | -- | -- | -- | -- | -- | -- |

### 3 november
- Ferdinand de Waele (81), Belgisch-Nederlands archeoloog

### 4 november
- Aldo Nannini (26), Venezolaans motorcoureur

### 5 november
- René Goscinny (51), Frans stripauteur
- Giorgio La Pira (73), Italiaans politicus
- Guy Lombardo (75), Amerikaanse violist en bandleider
- Aleksej Stachanov (72), Sovjet-Russisch modelarbeider

### 6 november
- Paul Estienne (73), Belgisch politicus
- André le Fèvre (78), Nederlands voetballer
- Willem Valk (79), Nederlands beeldend kunstenaar

### 12 november
- Frederik August Betlem (72), Nederlands schrijver

### 13 november
- Aaron Pollitz (81), Zwitsers voetballer

### 14 november
- Richard Addinsell (76), Brits componist
- Kick Geudeker (76), Nederlands voetballer en sportjournalist
- Hubert van Lith (69), Nederlands beeldhouwer
- A.C. Bhaktivedanta Swami Praphupada (81), Indiaas geestelijke

### 15 november
- Albert E. Brumley (72), Amerikaans componist
- Charlotte van Monaco (79), Monegaskisch prinses
- Alice Degeer-Adère (75), Belgisch politicus
- Georges Friedmann (75), Frans filosoof

### 18 november
- Kurt Schuschnigg (79), bondskanselier van Oostenrijk

### 19 november
- Andreas Jacobus Verhorst (88), Nederlands kunstenaar

### 20 november
- Roger Chailloux (46), Nederlands kunstschilder

### 21 november
- Boris Rohdendorf (73), Russisch entomoloog

### 22 november
- Xavier Relecom (77), Belgisch politicus
- Luigi Traglia (82), Italiaans kardinaal

### 25 november
- Ahmad ibn 'Ali Al Thani (60), emir van Qatar
- Manuchehr Ekbal (68), Iraans politicus

### 27 november
- Wim Groenendijk (67), Nederlands voetballer en voetbaltrainer

### 30 november
- Terence Rattigan (66), Brits toneelschrijver

## December

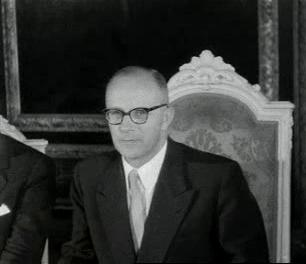
Teun Struycken
1 december

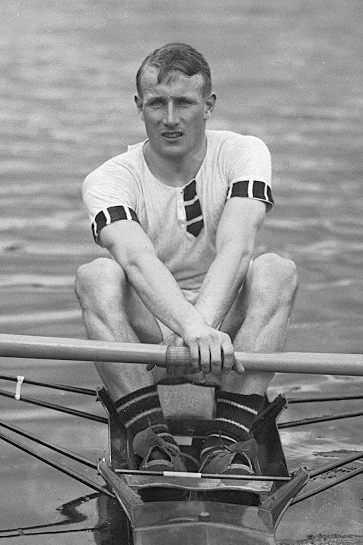
Jack Beresford
3 december

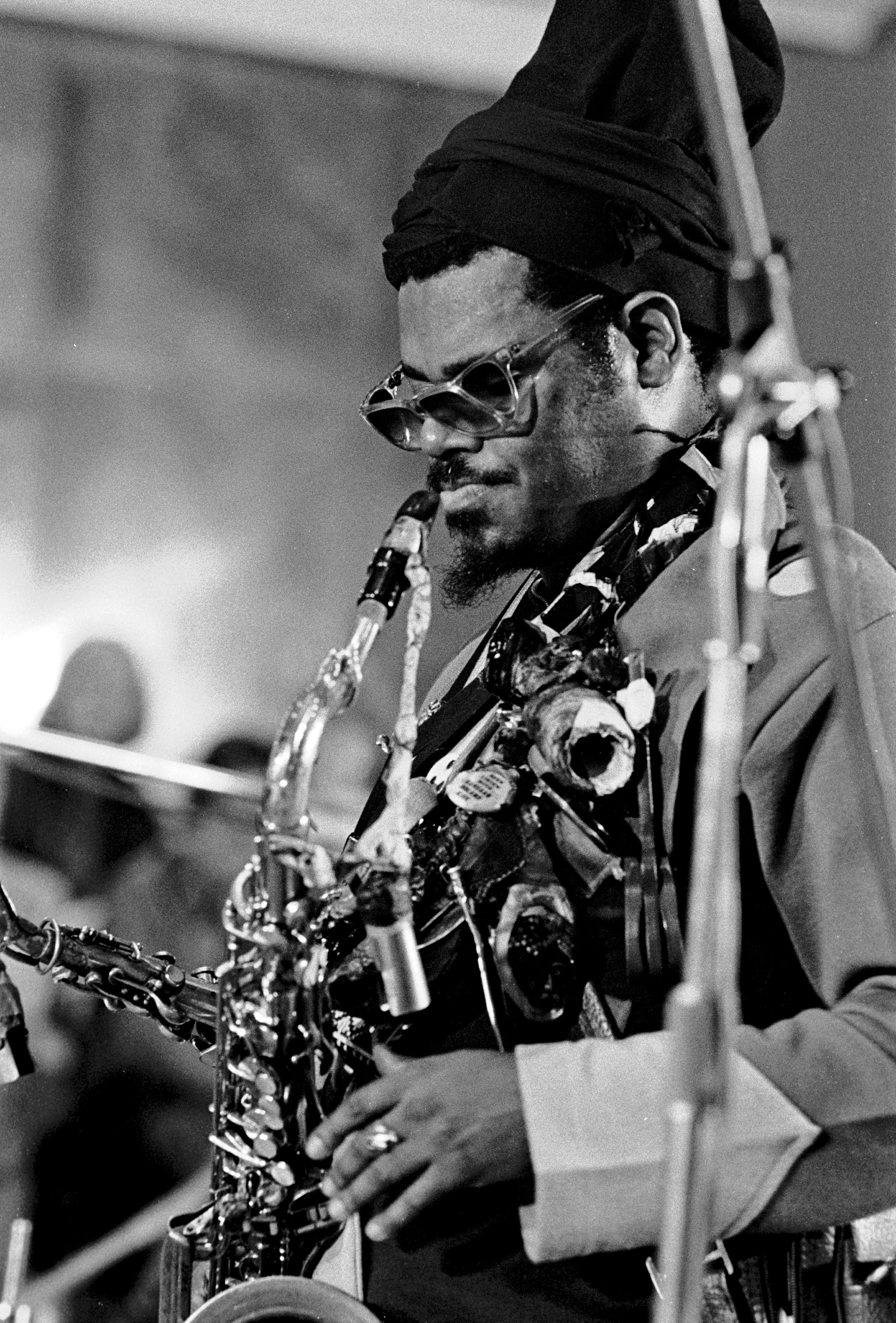
Rahsaan Roland Kirk
5 december

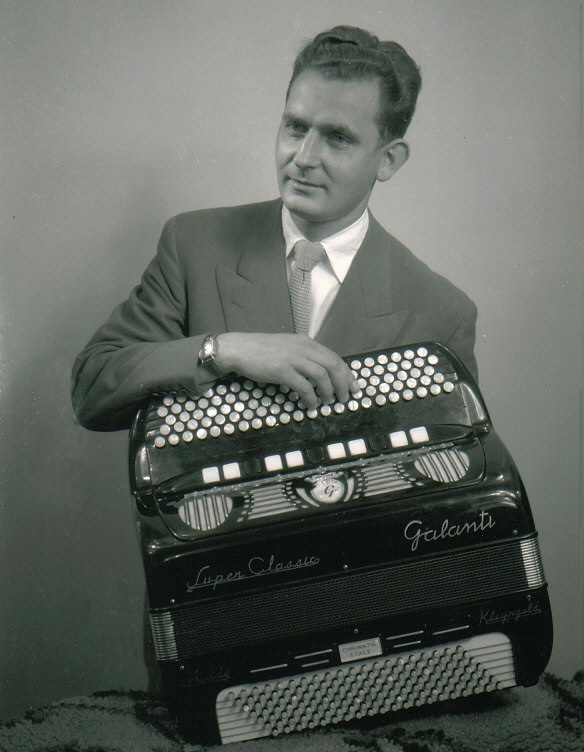
Addy Kleijngeld
15 december

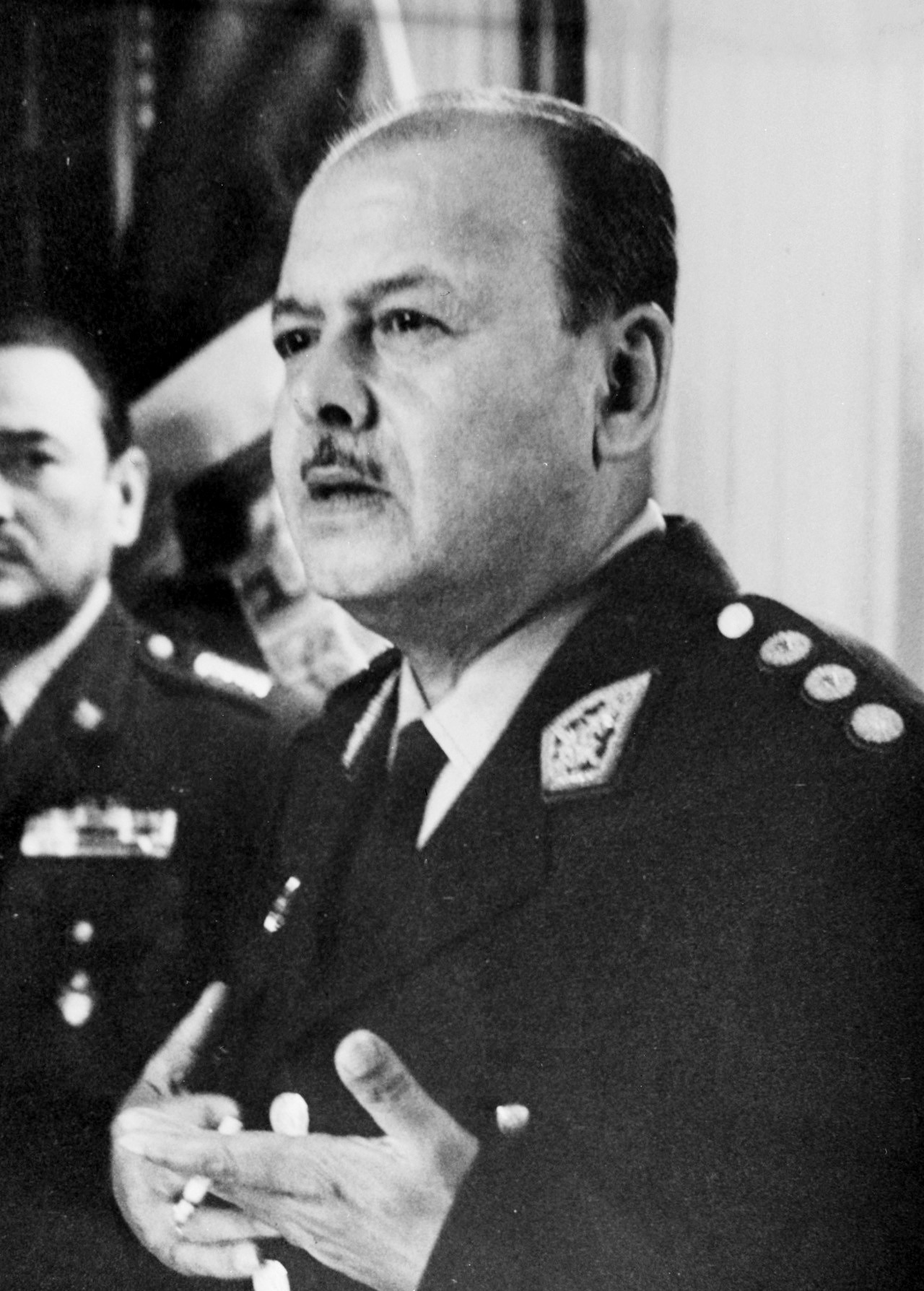
Juan Velasco Alvarado
24 december

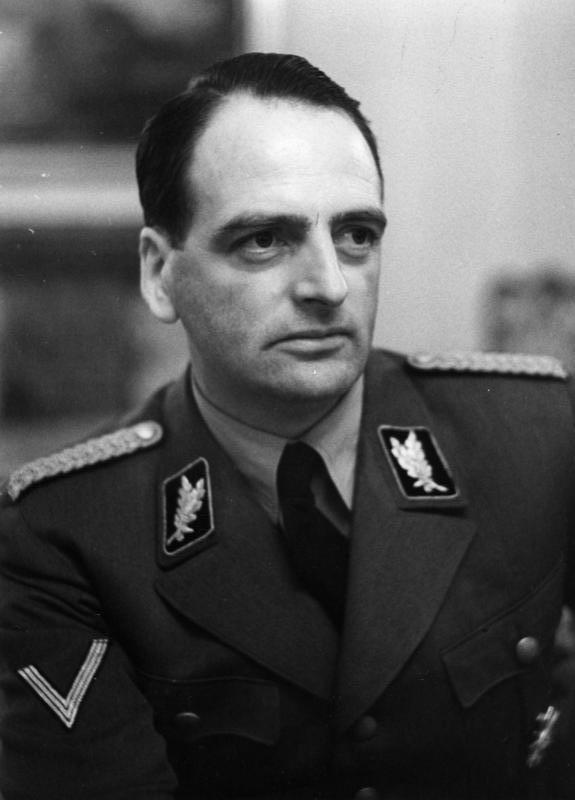
Edmund Veesenmayer
24 december

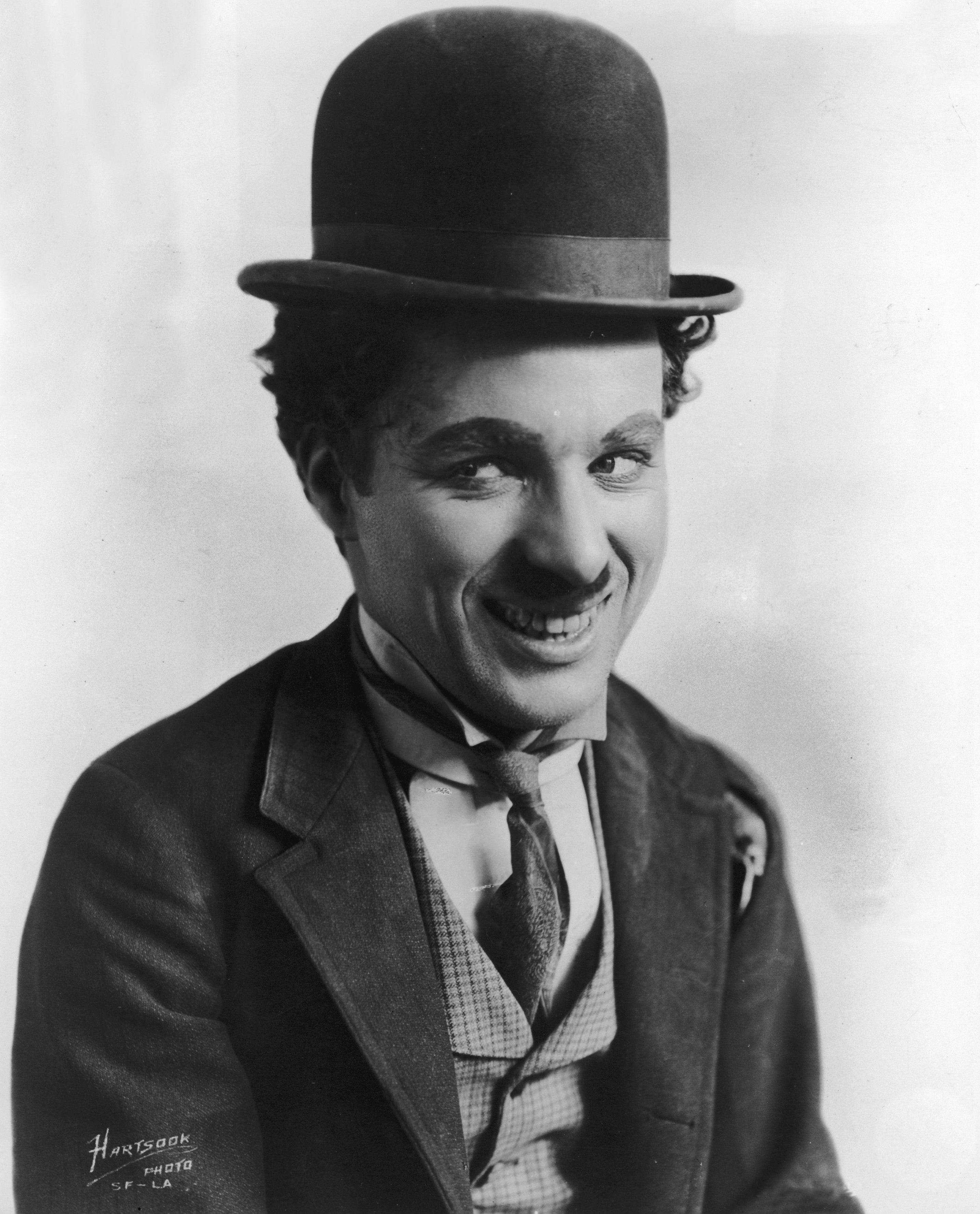
Charlie Chaplin
25 december

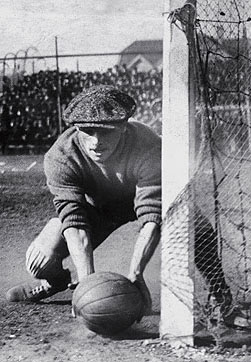
Américo Tesoriere
30 december

| 1 | 2 | 3 | 4 | 5 | 6 | 7 | 8 | 9 | 10 | 11 | 12 | 13 | 14 | 15 | 16 | 17 | 18 | 19 | 20 | 21 | 22 | 23 | 24 | 25 | 26 | 27 | 28 | 29 | 30 | 31 |
| - | - | - | - | - | - | - | - | - | -- | -- | -- | -- | -- | -- | -- | -- | -- | -- | -- | -- | -- | -- | -- | -- | -- | -- | -- | -- | -- | -- |

### 1 december
- Teun Struycken (70), Nederlands politicus

### 3 december
- Jack Beresford (78), Brits roeier
- Rudolf Kompfner (68), Brits natuurkundige

### 4 december
- Sijtse Jansma (79), Nederlands touwtrekker

### 5 december
- David Bruce (79), Amerikaans diplomaat
- Rahsaan Roland Kirk (41), Amerikaans musicus
- Willy Minders (64), Belgisch kunstenaar
- Aleksandr Vasilevski (82), Russisch militair leider

### 7 december
- Peter Carl Goldmark (71), Hongaars-Amerikaans ingenieur
- Georges Grignard (72), Frans autocoureur
- Dirk Wessels (60), Nederlands burgemeester

### 8 december
- Santiago Fonacier (92), Filipijns geestelijke, politicus en journalist
- Coen van Veenhuijsen (91), Nederlands atleet

### 9 december
- Clarice Lispector (56), Braziliaans schrijfster en journalist

### 10 december
- Willem Everts (1895-1977) (82), Nederlands politicus
- Karel Kaufman (79), Nederlands voetbaltrainer

### 12 december
- Clementine Churchill (92), Brits premiersvrouw

### 13 december
- Oğuz Atay (43), Turks schrijver

### 15 december
- Addy Kleijngeld (54), Nederlands accordeonist, orkestleider en muziekproducent

### 16 december
- Thomas Schippers (47), Amerikaans dirigent

### 17 december
- Ralph Cochrane (82), Brits luchtmachtpiloot
- Simon Paque (78), Belgisch politicus
- Wim Prinsen (32), Nederlands wielrenner

### 18 december
- Walter Breedveld (76), Nederlands auteur
- Rolão Preto (84), Portugees politicus

### 19 december
- Jacques Tourneur (73), Frans-Amerikaans filmregisseur

### 20 december
- André Marie Charue (79), Belgisch bisschop

### 22 december
- Johann Nepomuk David (82), Oostenrijks componist en hoogleraar

### 23 december
- Willy Cairo (62), Surinaams politicus en vakbondsleider
- Philipp Etter (86), Zwitsers politicus

### 24 december
- Juan Velasco Alvarado (67), president van Peru
- Arie Kater (55), Nederlands kunstschilder
- Edmund Veesenmayer (73), Duits politicus

### 25 december
- Charlie Chaplin (88), Brits acteur en regisseur
- Harriët Freezer (66), Nederlands schrijfster en journaliste
- Harald Strøm (80), Noors schaatser

### 26 december
- Henk Angenent (47), Nederlands voetballer
- Howard Hawks (81), Amerikaans filmregisseur, filmproducent en scenarioschrijver

### 27 december
- Giovanni Mardersteig (85), Duits drukker

### 28 december
- Kurt Vyth (67), Duits-Nederlands ondernemer

### 29 december
- Louis Budts (87), Belgisch wielrenner

### 30 december
- Américo Tesoriere (78), Argentijns voetballer

### 31 december
- Sabah III Al-Salim Al-Sabah (64), emir van Koeweit
- André Soeperman (48), Surinaams politicus

## Datum onbekend
- Eulogio Balao (70), Filipijns militair leider en politicus
- Honorine Deschrijver (ca. 90), Belgisch modeontwerpster

1900 ·
1901 ·
1902 ·
1903 ·
1904 ·
1905 ·
1906 ·
1907 ·
1908 ·
1909 ·
1910 ·
1911 ·
1912 ·
1913 ·
1914 ·
1915 ·
1916 ·
1917 ·
1918 ·
1919 ·
1920 ·
1921 ·
1922 ·
1923 ·
1924 ·
1925 ·
1926 ·
1927 ·
1928 ·
1929 ·
1930 ·
1931 ·
1932 ·
1933 ·
1934 ·
1935 ·
1936 ·
1937 ·
1938 ·
1939 ·
1940 ·
1941 ·
1942 ·
1943 ·
1944 ·
1945 ·
1946 ·
1947 ·
1948 ·
1949 ·
1950 ·
1951 ·
1952 ·
1953 ·
1954 ·
1955 ·
1956 ·
1957 ·
1958 ·
1959 ·
1960 ·
1961 ·
1962 ·
1963 ·
1964 ·
1965 ·
1966 ·
1967 ·
1968 ·
1969 ·
1970 ·
1971 ·
1972 ·
1973 ·
1974 ·
1975 ·
1976 ·
1977 ·
1978 ·
1979 ·
1980 ·
1981 ·
1982 ·
1983 ·
1984 ·
1985 ·
1986 ·
1987 ·
1988 ·
1989 ·
1990 ·
1991 ·
1992 ·
1993 ·
1994 ·
1995 ·
1996 ·
1997 ·
1998 ·
1999 ·
2000 ·
2001 ·
2002 ·
2003 ·
2004 ·
2005 ·
2006 ·
2007 ·
2008 ·
2009 ·
2010 ·
2011 ·
2012 ·
2013 ·
2014 ·
2015 ·
2016 ·
2017 ·
2018 ·
2019 ·
2020 ·
2021 ·
2022 ·
2023 ·
2024 ·
2025